# テスラ (会社)
テスラ（英: Tesla, Inc.、[ˈtɛslə] TESS-lə または [ˈtɛzlə] TEZ-lə）は、アメリカ合衆国の自動車メーカーおよびクリーンエネルギー企業である。テキサス州オースティンに本社を置く。電気自動車、家庭用からグリッドスケールまでのバッテリー電動輸送機器、ソーラーパネル、ソーラールーフタイル、およびその他の関連製品とサービスを製造・販売している。2003年7月にマーティン・エバーハルトとマーク・ターペニングによってテスラモーターズ（Tesla Motors）として設立された。

## 概要
テスラは、世界で最も売れているプラグインおよび二次電池式電気自動車の乗用車メーカーとして位置づけられており、2020年の販売において、プラグイン・セグメント（ハイブリッド車を含む）で16％、バッテリー・エレクトリック（純粋な電気自動車）で23％の市場シェアを獲得している。テスラは、子会社のソーラーシティを通じて、米国で太陽光発電システムを開発し、その主要な設置者となっている。
電池式エネルギー貯蔵システムの世界最大級のサプライヤーでもあり、2020年には3GWhの電池式貯蔵システムを供給する。
2003年7月にエンジニアのマーティン・エバーハードとマーク・ターペニングによってテスラモーターズとして設立された同社の社名は、発明家であり電気技師であったニコラ・テスラに敬意を表してつけられたものである。2008年よりCEOを務めるイーロン・マスクは、創業期に資金の大半を提供した人物である。マスクによると、テスラの目的は、電気自動車や太陽光発電によって得られる持続可能な輸送とエネルギーへの移行を促進することにあるという。
2009年に最初の自動車モデルであるロードスターの生産を開始した。その後、2012年に「Model S」セダン、2015年に「Model X」SUV、2017年に量産型の「Model 3」セダン、2020年に「Model Y」クロスオーバーを発表した。Model 3は、2020年12月までに80万台以上が納入されており、世界で最も売れている電気自動車である。テスラの2020年の世界車両販売台数は、前年比35.8％増の499,550台となった。2020年には、電気自動車の生産台数が100万台の大台を突破した。

## 歴史
2003年、エンジニアのマーティン・エバーハードとマーク・ターペニングによってアメリカ合衆国デラウェア州にて「テスラモーターズ」（英: Tesla Motors）の社名で設立される。

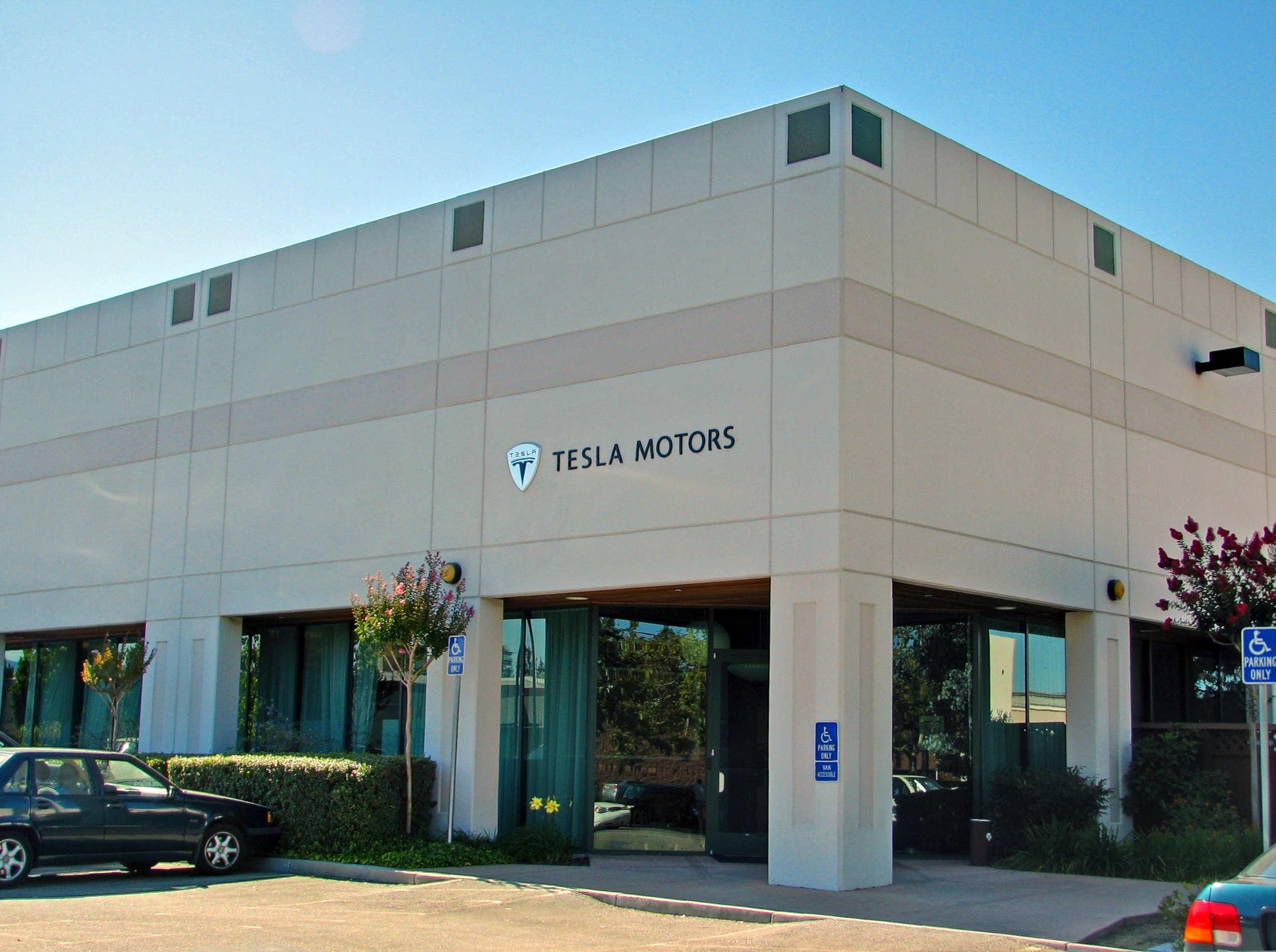
Corporate headquarters in San Carlos, CA

2004年4月に750万米ドルを調達した第一回シリーズA投資ラウンドは、南アフリカ共和国生まれの起業家でスペースX社CEOのイーロン・マスク（PayPal共同設立者）によって主導され、Compass Technology Partnersが参加した。イーロン・マスクは取締役会長に就任した。
2005年2月には1300万米ドルを調達した第二回シリーズB投資ラウンドを主導した。この資金提供チームにはValor Equity Partnersが参加した。
2006年3月、マスクはVantagePoint Venture Partnersと共同で4000万米ドルを調達した第三回シリーズC投資ラウンドを主導した。第三回投資ラウンドは、Google共同設立者であるサーゲイ・ブリンとラリー・ペイジ、元eBay社長ジェフリー・スコール、ハイアット相続人ニコラス・プリツカーなどの著名な企業家からの出資を含み、またベンチャーキャピタル会社のDraper Fisher Jurvetson、Capricorn Management、およびJPモルガン・チェース管理のThe Bay Area Equity Fundを加えた。
2007年5月の第4回シリーズD投資ラウンドは4500万米ドルを追加し、民間金融で1億500万米ドル以上の総投資をもたらした。2007年8月にエバーハードはCEOを解任され、マイケル・マークスが暫定CEOに就任、12月になってゼェブ・ドロリがテスラモーターズの常任CEOと社長に就任した。イーロン・マスクによれば、2007年には制御しきれなかった資金の回転率を下げるため、テスラモーターズは従業員を約10%減少せざるを得なかった。
2008年1月、テスラモーターズは新CEOによる勤務評価の後、創業時からの数名の幹部を解雇した。2008年5月の第五回シリーズE投資ラウンドは4000万米ドルを追加した。イーロン・マスクはテスラモーターズに個人資金の7000万ドルを提供した。2008年10月、会長のイーロン・マスクがCEOを兼務することとなりドロリは副会長に棚上げされたが取締役会に残留した。
2009年1月までには、テスラモーターズは1億8700万米ドルを集め、また147台の車両を納入した。2009年、元CEOのエバーハードがイーロン・マスクに対して不当な追放行為およびマスクがテスラモーターズの創設者だと偽っているとして訴訟を起こすが、後に和解。その際、実際の創業者であるエバーハードとターペニング両氏に加えてマスクら3名を加えた5名を共同創設者として認定することで決着した。
2010年1月7日、テスラモーターズとパナソニックは共同で電気自動車用の次世代バッテリーを開発すると発表した。テスラモーターズの最新型のバッテリーパックに、パナソニックのリチウム・イオン・バッテリーを採用する。
2010年4月21日、ロードスターの日本導入を発表し、ロサンゼルス郊外の港で日本向け車両12台を報道関係者に公開した。それに伴い日本語版ウェブサイトも開発され、ロードスターの予約が開始された。価格は1,810万円だった。
2010年5月20日、テスラモーターズはトヨタ自動車と電気自動車の分野における共同開発を行う業務提携契約を結ぶことを発表した。現在は使われていないカリフォルニア州のNUMMIの工場を利用し、数千人の雇用を生み出すことが期待された。この契約にはトヨタ側がテスラの株を5000万ドル分買い取ることも含まれた。しかし協業は進展せず、2014年にはトヨタがテスラ株式を一部売却。トヨタによると、残りの株式も2016年末までにすべて市場で売却した。
2014年、中国に進出。当初はモデルSの輸入販売のみだった。
2018年9月29日、イーロン・マスク最高経営責任者(CEO)が誤ったツイートで投資家を惑わせたとして米証券取引委員会(SEC)に提訴された問題で、マスクは罰金2000万ドル(約22億円)を支払ってSECとの和解に応じ、CEOにとどまる一方、会長職を退くことに同意した。テスラは11月7日、これまでテスラの社外取締役などを務めていたロビン・デンホルムを新たな会長に指名した、と発表した。
2019年1月8日、テスラ上海工場の建設を開始。これは前年に、中国政府がEV市場における外資の出資制限を撤廃したことに呼応したもので、中国企業との合弁を行わない外資単独の自動車工場の第1号となった。新工場の最大生産能力は50万台で「モデル3」と「モデルY」を生産する。
2019年4月22日、NVIDIAから供給されていた自動運転用の半導体を、自社設計の製品に切り替えたと発表した。
2020年4月23日水野弘道社外取締役就任。
2020年に入ってから同年9月1日までにテスラの株価は約500%上昇している。2010年に17ドルで上場したテスラ株は2020年8月28日現在2318.49ドルに達している。7月1日には時価総額がトヨタ自動車を抜き、自動車業界のトップとなった。9月2日の時点で時価総額は約4570億ドルである。
2021年4月19日、上海国際モーターショーの会場で、ブレーキが効かないという苦情を訴える顧客がテスラの展示車両に上り不満を叫んだ。この件をテスラの対外関係担当幹部が「やらせ」ではないかと疑問を呈したことから問題が拡大。新華社通信がテスラの謝罪は「不誠実」だと指摘した上で、問題のある上級幹部の更迭を要求する事態となった。その後の詳細な調査により、ドライバーがアクセルペダルとブレーキペダルを混同していたことが立証された。
2021年8月19日、人型ロボットの開発に参入すると発表した。
2021年10月7日、カリフォルニア州パロアルトからテキサス州オースティンへ本社移転を発表。
2021年11月、マスクCEOはTwitterで、「最近、含み益が租税回避の手段であるとよく言われる」ことから、保有するテスラ株の10%を売却することを提案した。350万人以上のTwitterアカウントが売却を支持した結果、マスクは1週間で69億ドル、年末までに合計164億ドルのテスラ株を売却し、目標の10％を達成した。2022年2月、ウォール・ストリート・ジャーナル紙は、イーロン・マスクとキンバル・マスクの両方が、この売却に関連したインサイダー取引の可能性で米国証券取引委員会 (SEC) による調査を受けていると報じた。
2022年9月30日、開発する人型ロボットオプティマスの試作機を公開。
2022年12月7日、タイで正規輸入販売を開始すると発表。2モデルの販売を開始した。
2024年4月、自動運転車による事故多発が、アメリカ運輸省道路交通安全局（NHTSA）の調査報告書で明らかとなる。
2024年10月10日、完全自動運転車「サイバーキャブ」のプロトタイプを発表。
2025年2月、イーロン・マスクの政治活動と世界各国の極右政党への支援が大きな要因となり、テスラは株価の大幅な下落とヨーロッパ中での売上の大幅な減少に見舞われた。世論調査により、マスクのドナルド・トランプ大統領と政府効率化省（DOGE）との関係が、テスラの評判の減少と強く相関していることが明らかになった。テスラの店舗や充電ステーションでの多数の抗議活動、破壊行為、銃撃、放火などを引き起こした。

## テスラの車両製品

### 電気自動車

#### テスラ・ロードスター (2008)

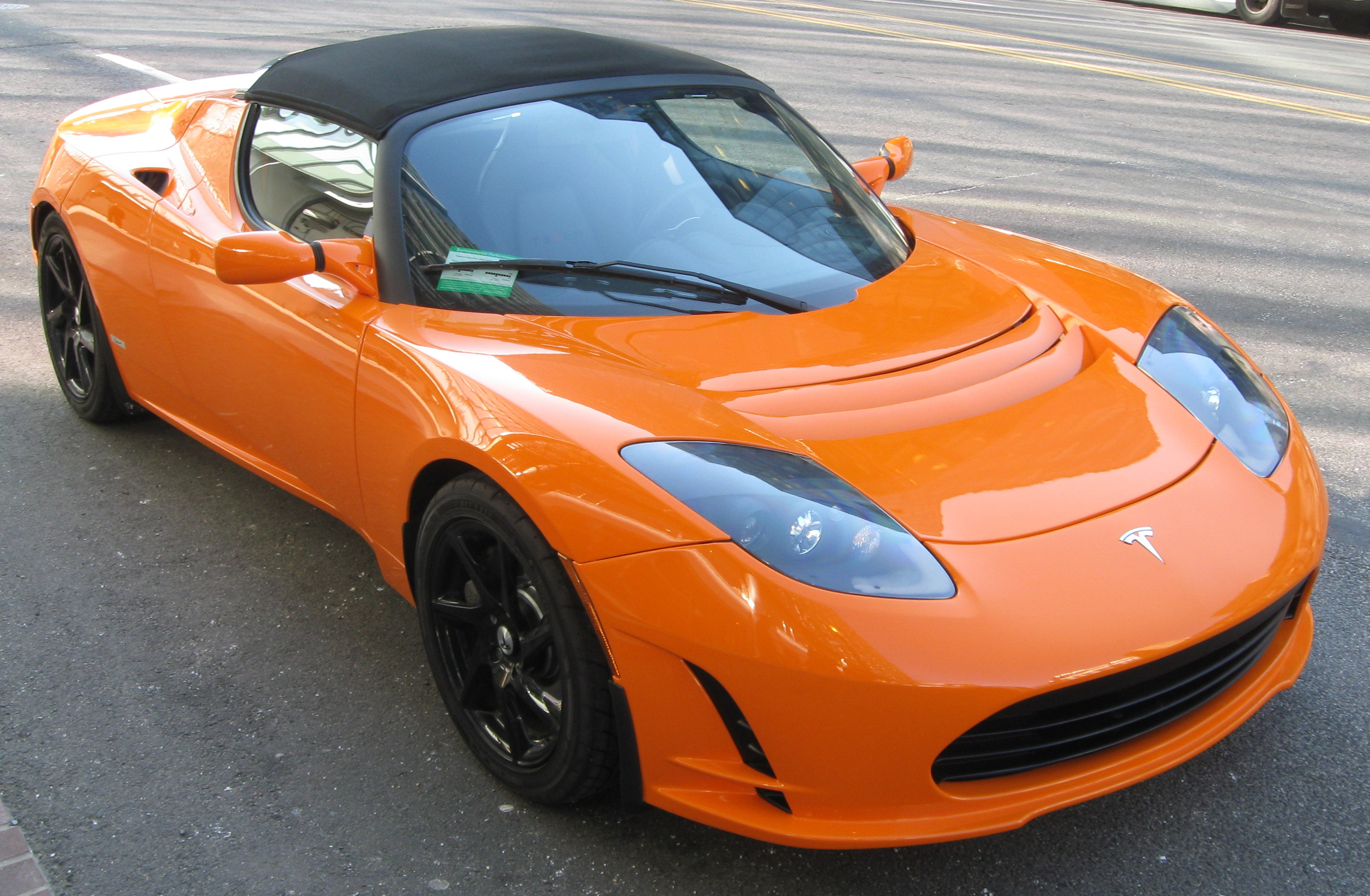
テスラ・ロードスター

2008年に販売されたテスラモーターズの最初の生産車両「ロードスター（Roadster）」はリアドライブ・スポーツカー仕様の電気自動車であり、車体のベースは「ロータス・カーズ（Lotus cars)」のものである。
プロトタイプは2006年7月に一般に紹介され、またロードスターは同年12月にはタイム誌選出による「Best Inventions 2006 - Transportation Invention」の受賞者として表紙を飾った。2008年2月、最初の生産型が取締役会長イーロン・マスクに届けられ、そして一般的な生産は2008年3月17日に開始された。発売から人気は高く、98,000ドル（約1,000万円）の高値にもかかわらず、最初のロードスター「Signature One Hundred」は3週間足らずで完売、さらに2007年10月には2回目の100台が完売した。2008年5月2日時点では600台以上のロードスターが予約され、400台以上が順番待ちとなっている。
アメリカ合衆国環境保護庁の認定研究所からの試験結果によるとテスラ・ロードスターの走行距離は356 km（221マイル）で、テスラモーターズによると0 - 100 km/h（60マイル/時）加速が4秒未満、最高速度201 km/h（125マイル/時、安全のためにリミッターが設定されているため）と発表している。また、1マイル毎の走行経費は$0.02米ドルと見積もられている。
非常に排他的だったためロードスターの批評記事はほとんどなかった。初期の非専門家によるで、それまで公開されなかったいくつかの情報が議論された。完全な電気自動車のためエンジンの始動音がなく、運転者はチャイムで迎えられる。ダッシュボードは、速度と回転数を表示する以外に、何アンペアが即座に使用されているかを示す。また残量の状態を示し充電中にも点灯する、特別なバッテリー制御スクリーンもある。イギリス自動車番組トップ・ギアのレビューでは、TopGearテストトラックで同条件のポルシェ・911 GT3と同じラップタイムを出したが、ロータスよりも重い車重とエコタイヤによるグリップの低さ、およびサーキット走行時の航続距離の短さが指摘された。
2009年1月11日、テスラモーターズはそのロードスターの高性能版である新しい「ロードスター・スポーツ」について受注を開始し、2009年6月に$128,500で販売を始めた。
2010年4月21日には日本導入が発表され、ロサンゼルス郊外の港で日本向け12台を報道関係者に公開した。初出荷分は売約済みで、価格は1,810万円。また、横浜ゴムのブルーアースのCMでも使用されている。

#### モデルS

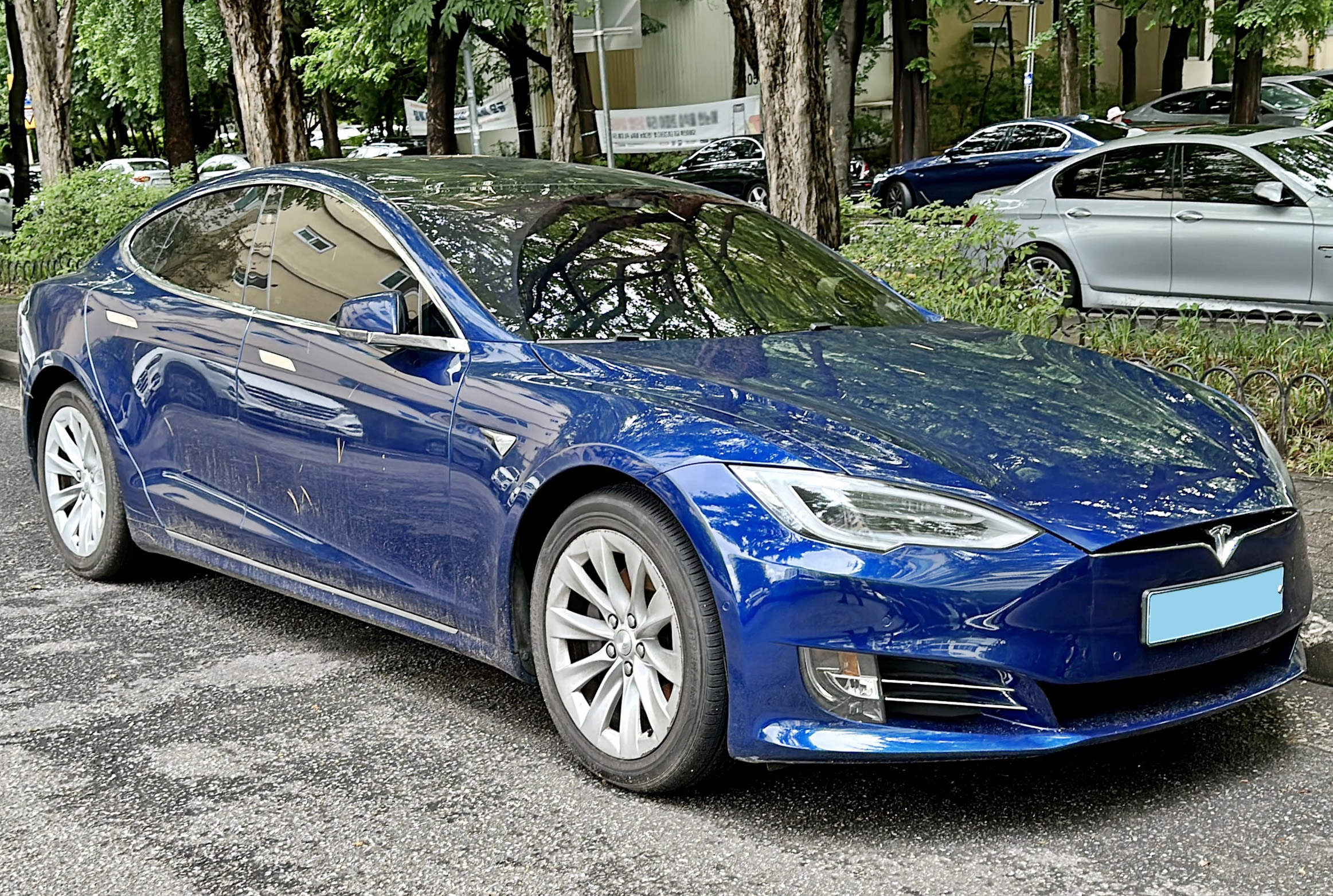
テスラ・モデル S

テスラモーターズは2008年時点で、2010年モデルとして導入される予定の「ホワイトスター」というコードネームで呼ばれるセダンにも取り組んでいた。
その段階で、モデルSの推定価格は60,000米ドルであり、BMW 5シリーズやアウディ・A6などの車に代わる物として設計されていた。発表会にはカリフォルニア州知事のアーノルド・シュワルツェネッガーも出席し、モデルSがカリフォルニア州サンノゼの新工場で造られることを発表した。2012年6月にアメリカで発売され、2013年日本で発売された。
乗車定員5人のセダンタイプで、家庭用コンセントから充電可能。2022年12月現在、22番目に航続距離の長い市販電気自動車であり、EPA基準で402マイル (647 km)。

#### モデル3

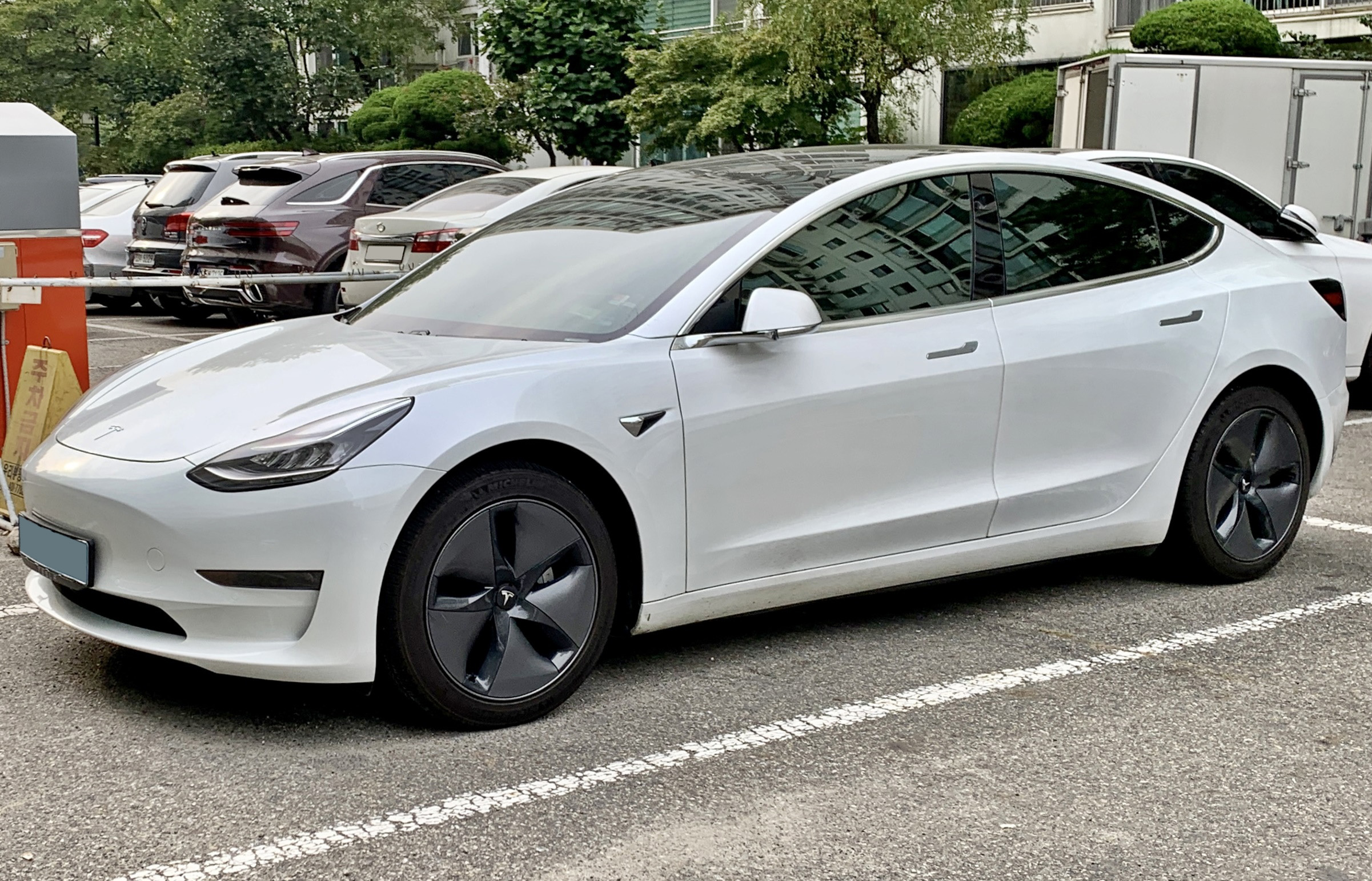
テスラ・モデル 3

2016年4月1日に発表されたより小型で低価格な5人乗りセダン。日本国内では2019年9月に納車を開始し、スタンダードレンジプラス、ロングレンジAWD、パフォーマンスの3グレードが発売されている。

#### モデルX

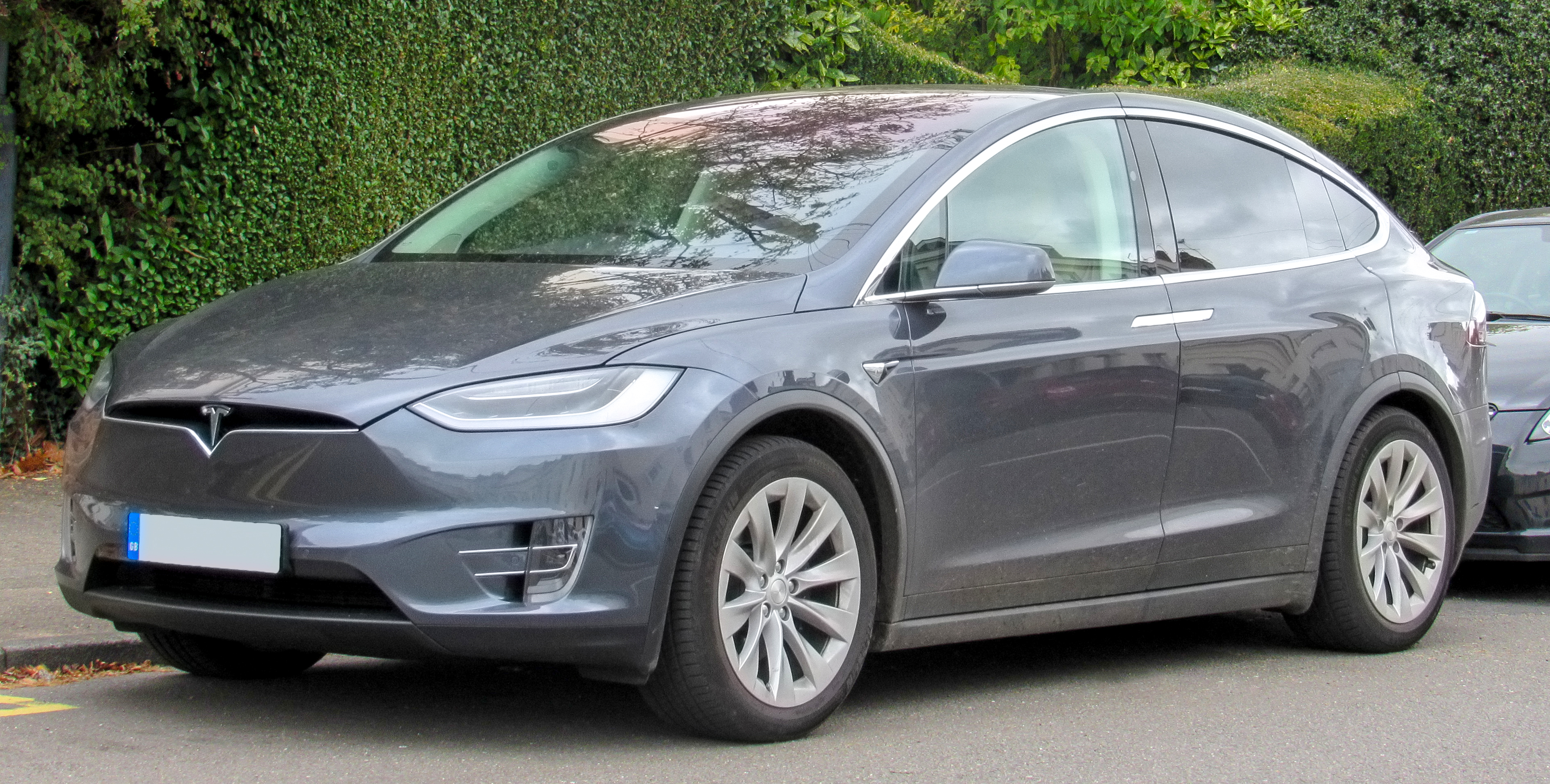
テスラ・モデル X

2012年に発表されたクロスオーバーSUVタイプの電気自動車。後席には「ファルコンウィングドア」と名付けられたガルウィングドアが採用され、3列シートで最大7名が乗車できる。

#### モデルY

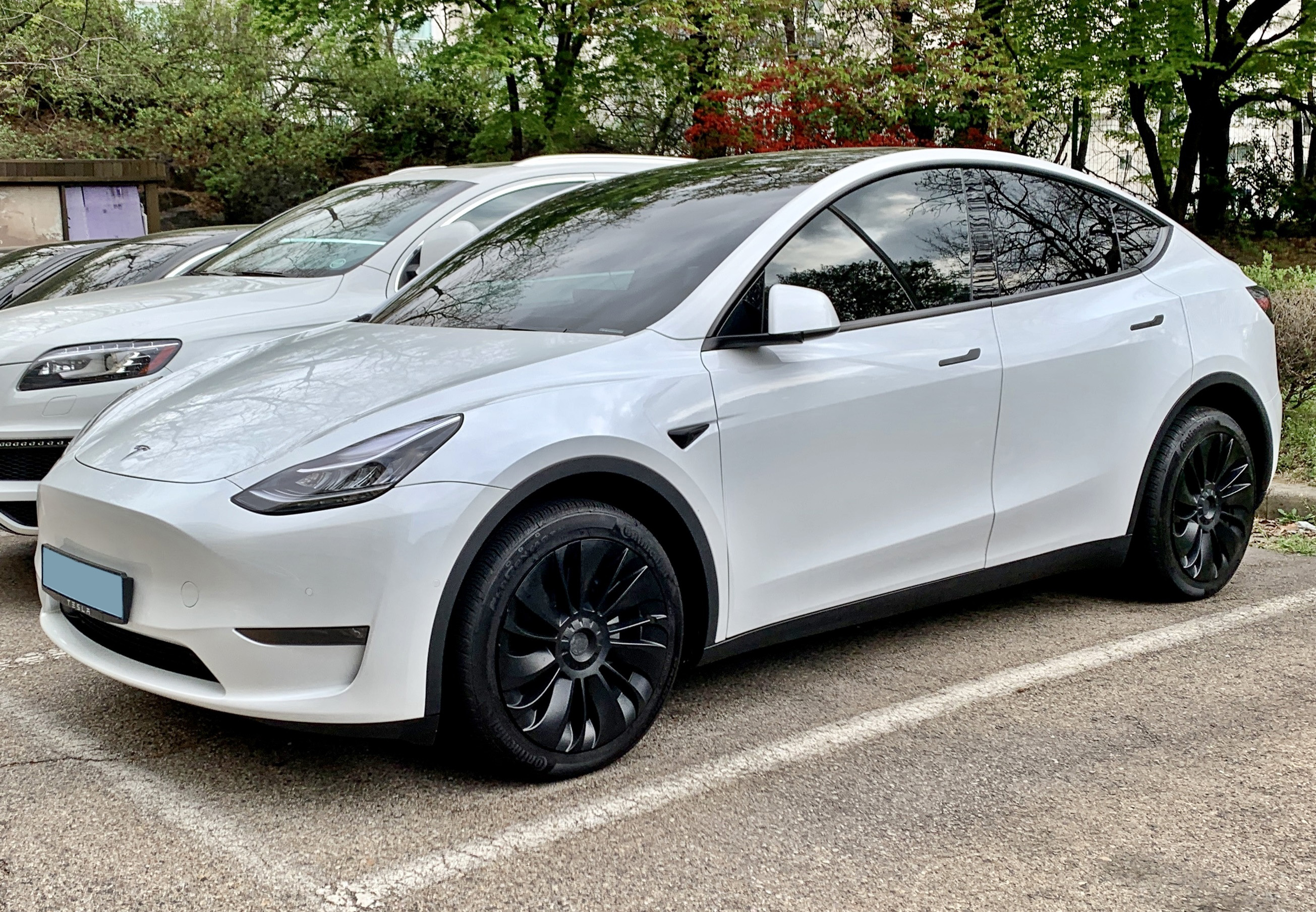
テスラ・モデル Y

2019年3月14日に発表されたコンパクトSUV。モデル3の車台をベースにし、部品の75％はモデル3と同じものを使用している。2020年1月に生産を開始した。「パフォーマンス」では、0 - 96 km/h加速が3.5秒、最高速は249 km/h。オプションの3列シートでは最大7名が乗車できる。

##### Semi (セムアイ/セミ)

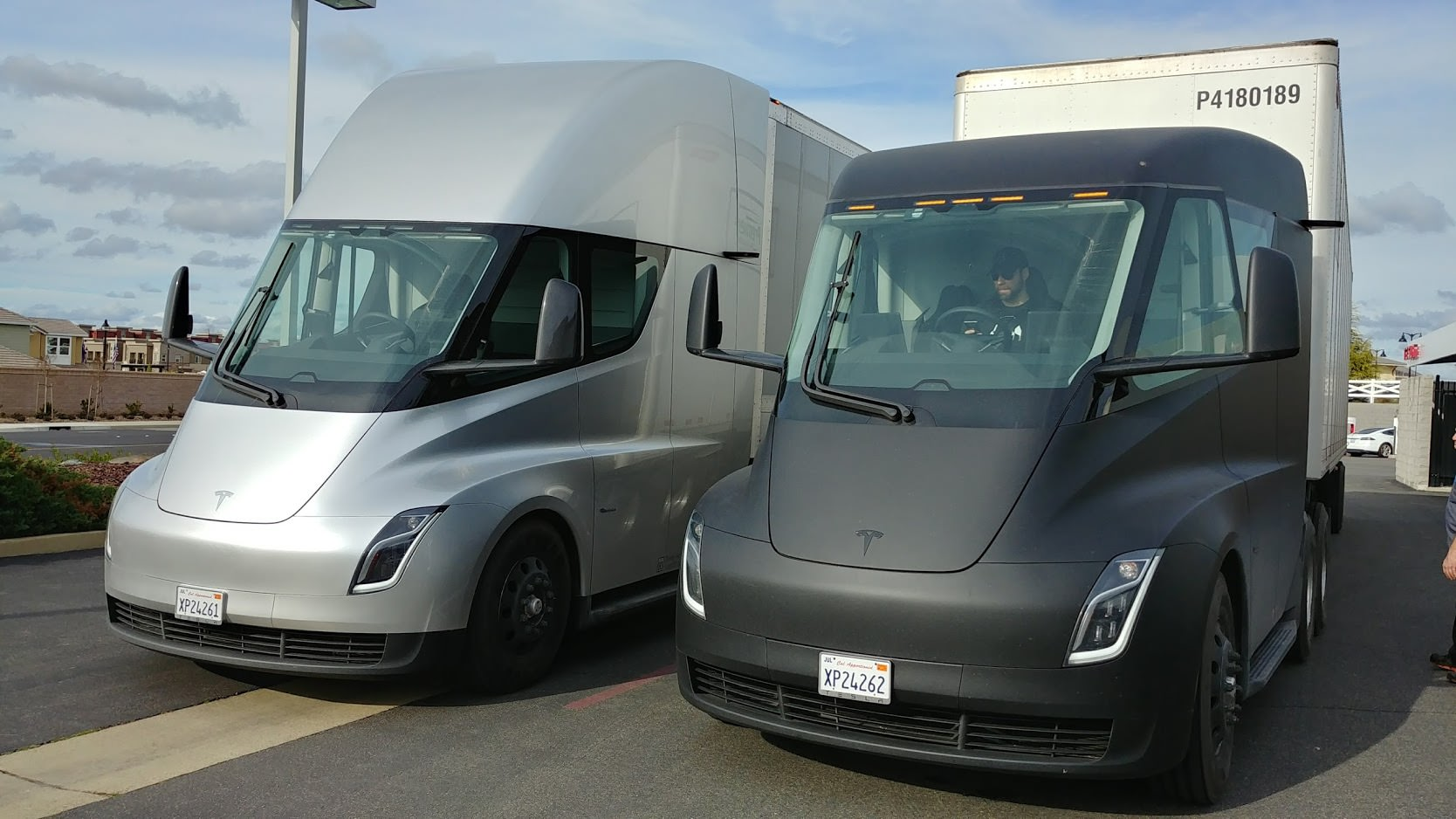
テスラ・Semi

セムアイとは、セミトレーラー及びそのトラクターのアメリカ合衆国での通称。2017年11月16日に発表された世界初となるEVトレーラーヘッド。Semiは後輪に備えられた4つのモーターで走行し、トレーラーを引っ張らない状態で0 - 96 km/h加速は5秒、アメリカで一般的な8万ポンド(約36トン)の貨物をひっぱる状態でも20秒で同様に加速する。価格は、航続300マイル(およそ483 km)仕様が15万ドル、航続500マイル(およそ805 km)仕様が18万ドル。開発中の急速充電器、メガチャージャーを利用すれば、およそ640 km走行分を30分で充電できる。
当初、2019年に生産を開始し、2022年までに年間最大100,000台の生産を計画していた。しかし搭載するバッテリーの生産能力不足により大幅に遅延し、2022年10月に生産開始、2022年12月にペプシコ社に初号車を納入した。

##### Cybertruck (サイバートラック)

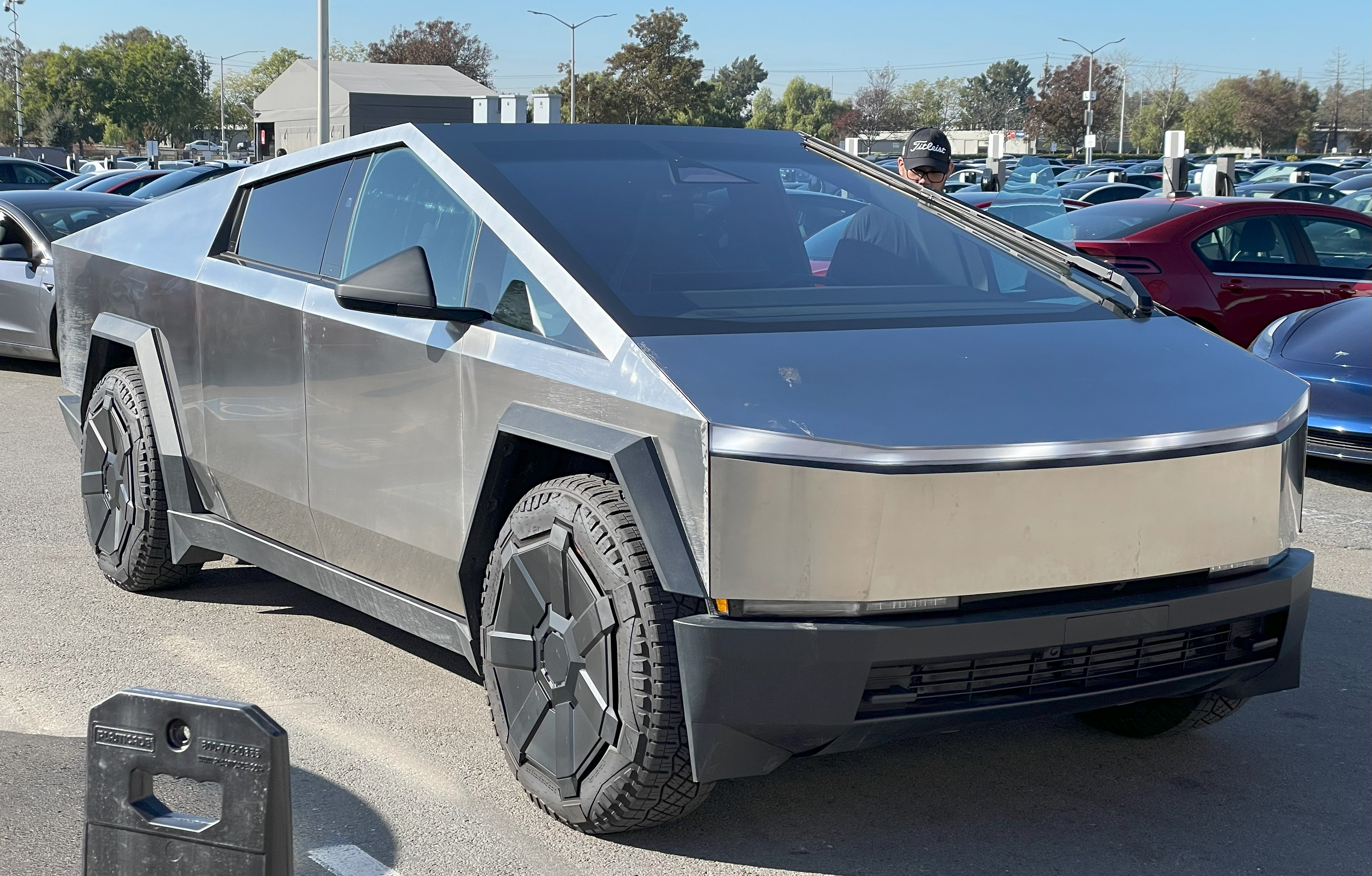
テスラ・サイバートラック

2019年11月21日に発表された、6人乗りのピックアップトラック。最上級グレードのトライモーターAWDでは加速性能は0 - 96km/h 2.9秒、航続距離は500マイル強となる。価格は3万9900ドルから。
強度の高い無塗装のステンレス鋼や防弾ガラスが使用された斬新なデザインは注目を集め、発表会では9ミリの銃弾にも耐えられることを示すビデオを公開し、けた外れの耐久性をアピールしたが、実演としてアシスタントの一人が鉄のボールを窓に投げつけたところ、はじき返したもののガラスに大きなひびが入る一幕があった。スレッジハンマーによるボディ強度のデモも行われ、2度ほどのハンマーのフルスイングでもドアにへこみがつくことはなかった。2023年12月から納車が始まった。

#### 計画中のモデル

##### ロードスター (2020)

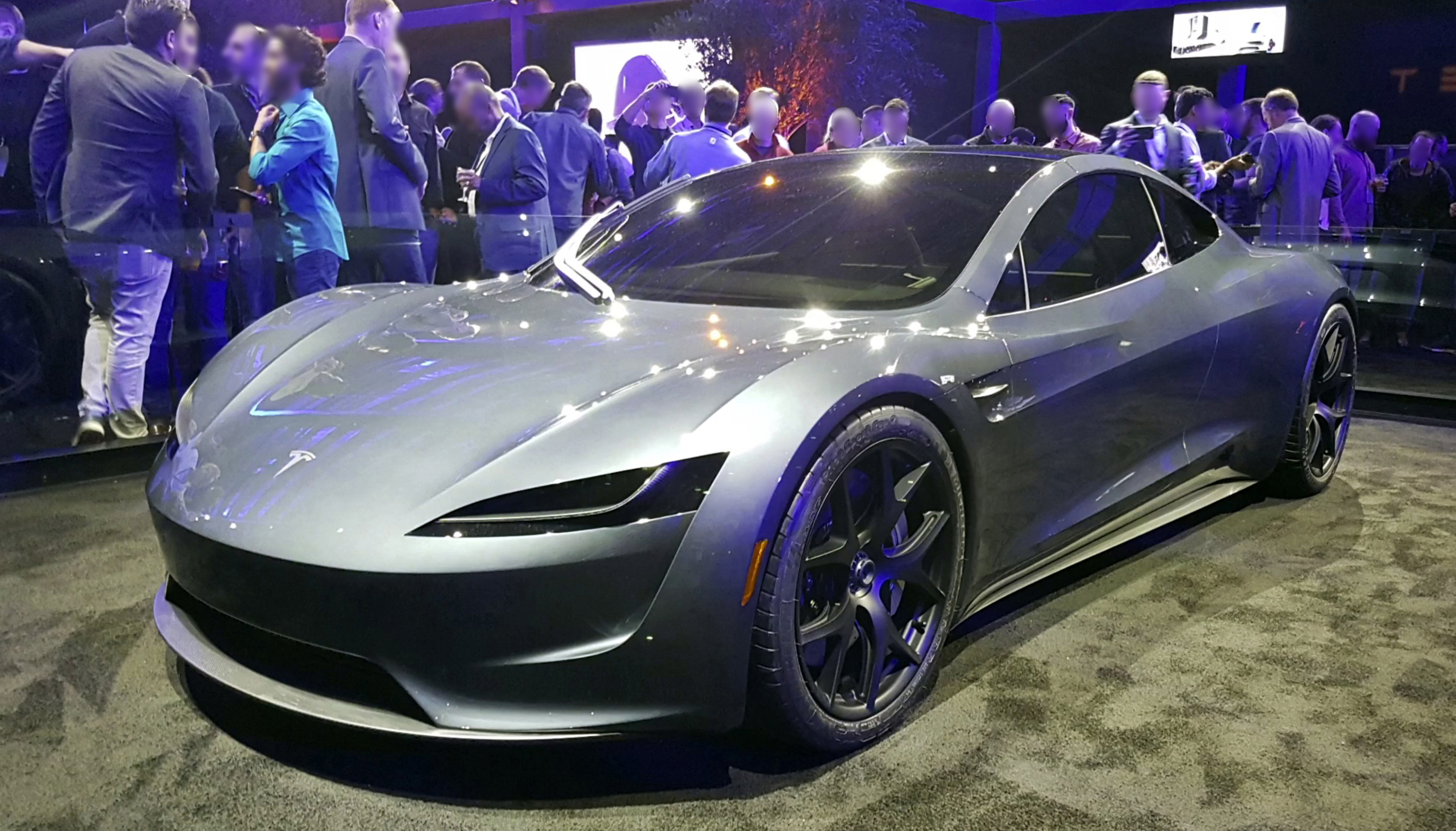
テスラ・ロードスター (2020)

Semiと同時に発表された新型ロードスター。初代とは異なりテスラのオリジナルデザインで、4人乗りとなり、頭上のガラスルーフを脱着するタルガトップを採用する。基本性能は0 - 96 km/h加速1.9秒、0 - 161 km/h加速4.2秒、最高速400 km/h以上、1回の充電でおよそ1000 kmの航続が可能。価格は20万ドルから。スペースXパッケージでは、後部座席の代わりに、10個の小型ロケット推進システムを装着し、加速や最高速、ブレーキ、コーナリングなどの各性能を劇的に引き上げる、としている。
2023年、イーロン・マスクは2024年に出荷予定と発表した。

##### Cybercab (サイバーキャブ)
2024年10月10日に発表された自動運転車。2027年までの生産開始が予定されている。

## エネルギー製品

### 住宅太陽電池パネル
テスラはソーラーシティ社 (イーロン・マスクが会長を務める別会社) を買収し、家庭の屋根に取り付ける太陽光発電システムを米国内で提供している。

### ソーラールーフ
2016年10月に発表された、太陽光パネルと屋根用タイルを一体化した建材一体型太陽電池。従来の太陽光パネルと違い、屋根の上に取り付けるのではなく、屋根そのものが太陽光パネルになっている。浅い角度から見るとごく普通の屋根タイルに見えるようになっており、外観に影響なく太陽光パネルを導入できる。また、主にガラス素材でできているが、通常のテラコッタやスレートのタイルに比べても高い耐久性を持っているため、実用性には問題ないとされている。

### パワーウォール

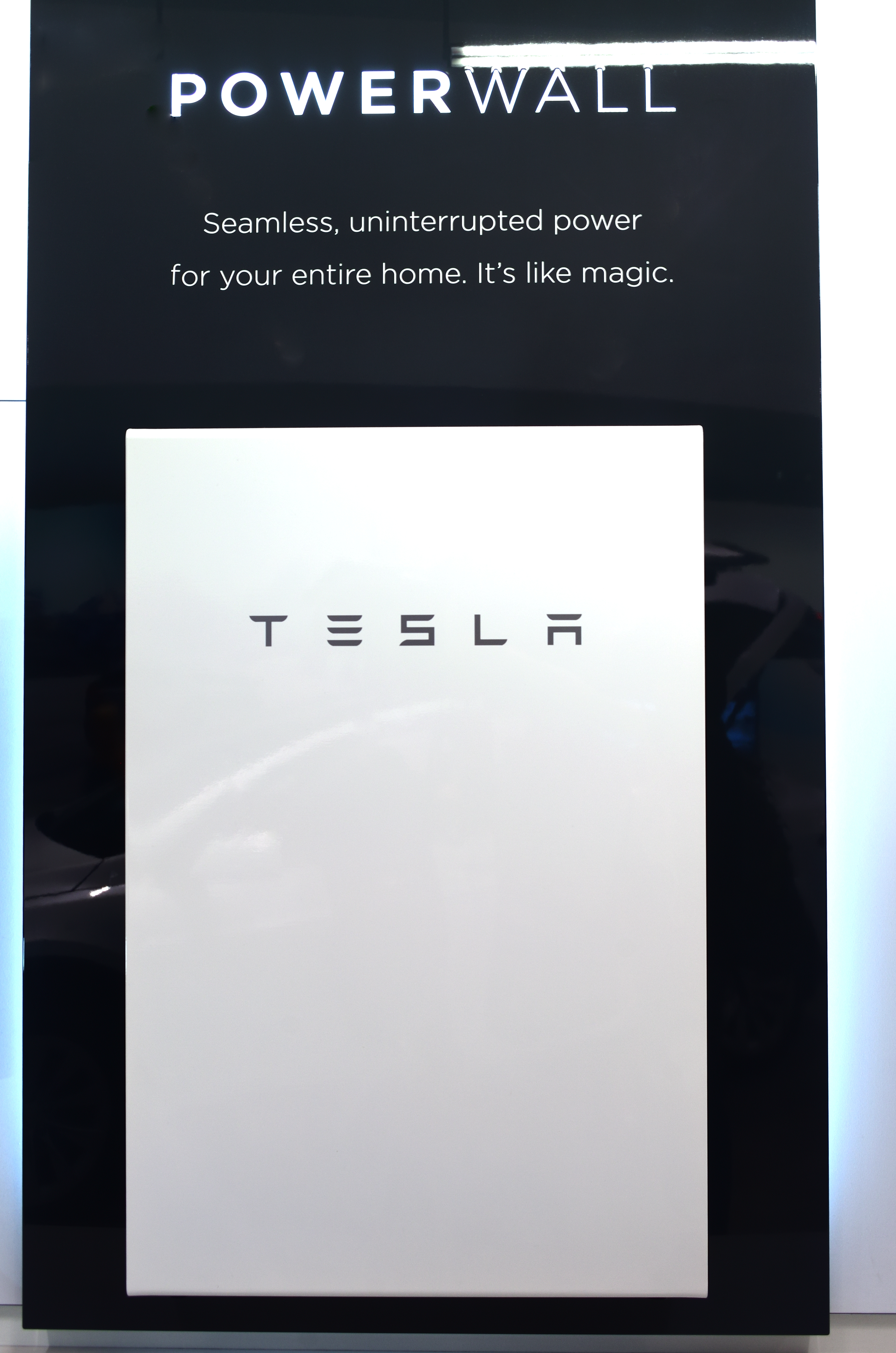
Tesla Powerwall 2

家庭用リチウムイオン蓄電池。現在販売されているのは第2世代のもので、電池容量は13.5 kWhであり、充放電効率は90%である。最大で10台まで連結可能。

### パワーパック
企業および電力会社向け蓄電池。電力需要のピークカット、停電時のバックアップ、太陽光発電電力の出力変動対策などさまざまな用途で実績があるとしている。米国や豪州などで導入が先行している。日本でも2017年から販売をはじめ、すでに6カ所の実績がある。このほかにも受注しており、さらに納入実績が増えるとしている。太陽光発電と蓄電システムの組み合わせにより、燃料費が不要になり、安定供給が可能な電源によるマイクログリッドを実現できる。

## ロボット
人間の代わりに危険な作業などを代行する人型ロボット「Tesla Bot」の開発を発表しており、2022年に完成予定としている。 制作目的は「ロボットが我々の日常生活から、危険で反復的な退屈な仕事をなくす」こと。 加えて、「本質的に将来、肉体労働は選択肢のひとつになる」と主張し、「私たちの経済は基本的に労働力で成り立っているため、ロボットを単純労働に使用すれば（そして人間が頭脳労働に専念すれば）、無限の成長が可能になる」とのこと。本機は8台のオートパイロットカメラやFSDコンピュータなどテスラ車の技術を統合しており、「顔」に相当する部分にはヘッドマウントスクリーンや40個の電気機械式アクチュエーターを搭載し、人間のように動き、ディスプレイに情報を表示することができる予定。
また身長5フィート8インチ（1.73 m）、体重125ポンド（56.7 kg）というスペックを持っていて、45ポンド（20.4 kg）までの荷物を運ぶことができ、150ポンド（68 kg）までのデッドリフトが可能で、時速5マイル（8 km）までの速度で歩いたり走ったりすることが可能。さらに人間と同等、もしくは超越する知能を持つAIである汎用人工知能を利用する可能性を示唆している。日本でもソフトバンクのビジネスイベント「SoftBank World 2021」においてグループ会長兼社長の孫正義が本機を念頭にスマートロボットへの本格的投資計画を発表した。

## 充電器

### North American Charging Standard（NACS）
North American Charging Standard（北米充電標準規格）は、下記の各方式の充電器のコネクターとテスラ製車両に搭載された充電ポートの規格で、略称はNACS。元々はテスラ独自の方式として開発されたが、2022年に他社にも設計を公開すると発表。
フォードは2024年春から北米向けの同社製EVもアダプターを用いることで、スーパーチャージャーでも急速充電できるようにし、さらに翌年以降製造のEVにNACS規格の充電ポートを搭載すると発表した。その後フォードに続いてNACS対応を表明するメーカーが続き、SAE InternationalがNACSコネクターの標準化計画を発表し北米での標準規格化が確実となったが、テスラは2024年4月、EV充電器ネットワークの構築担当チームの大半を解雇。解雇は充電器設置工事の監督員レベルにまで及んだため、ネットワーク構築の大部分で停滞が生じることとなった。
日本国内でも、2023年8月にDMM.comが展開する充電ステーションサービス「DMM EV CHARGE」が、翌年からNACS規格対応の急速充電器を導入する予定だと発表した。

#### スーパーチャージャー

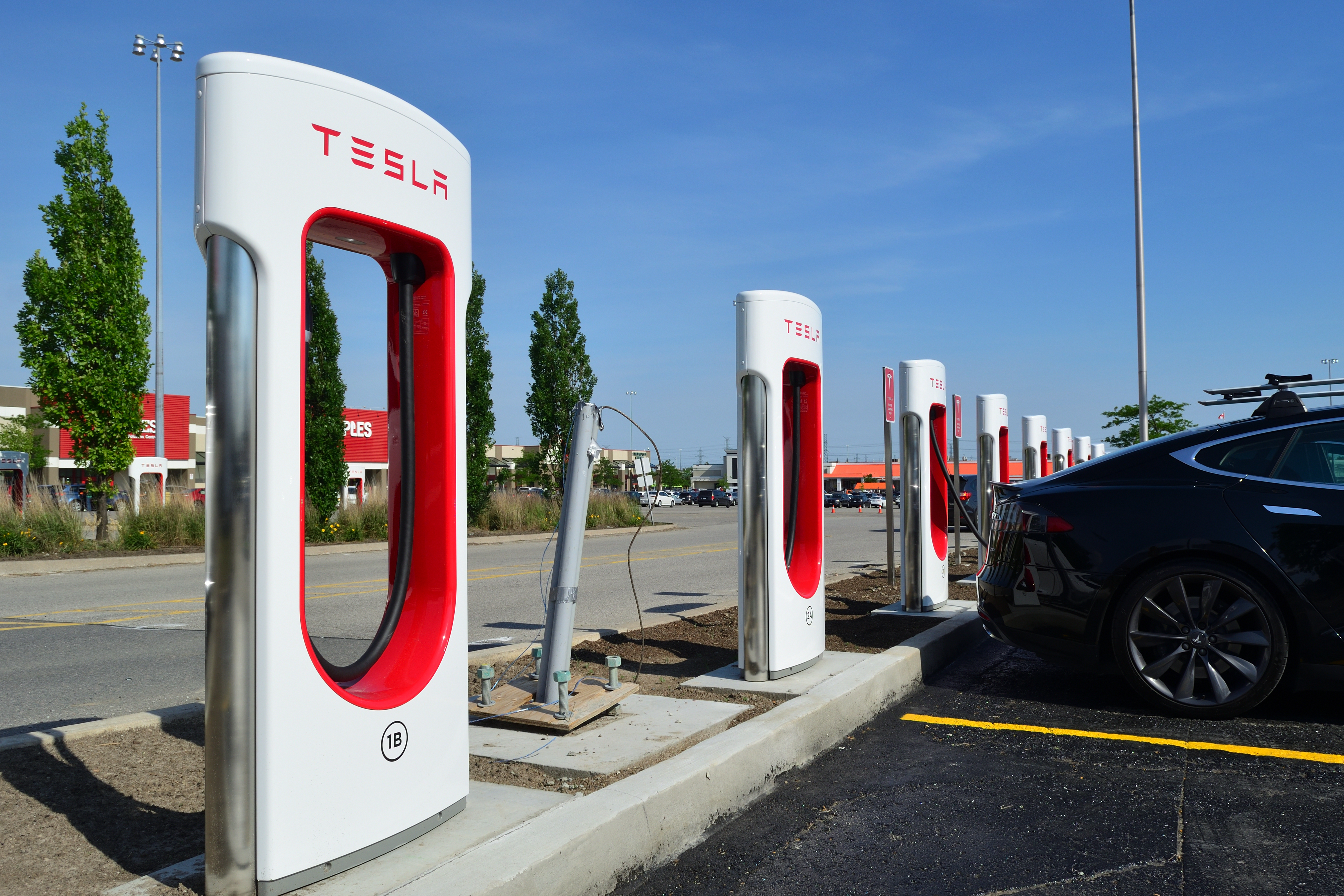
カナダ トロントのスーパーチャージャー

テスラはEV用の急速充電器「スーパーチャージャー」を設置している。車載充電器を介することなく直接バッテリーへ充電を行う。小型で最大出力75 kWの都市型スーパーチャージャーも存在する。 2014年、中国初のスーパーチャージャーが上海市浦東新区の金橋地区に完成。これまでに1300カ所以上のステーションが開設され、9300基以上のスーパーチャージャーが設置されてきた。 2018年12月19日には京都に北米以外で初の都市型スーパーチャージャーが設置された。
2019年3月7日、テスラは第3世代のスーパーチャージャーV3を発表した。出力は最大250 kWとなり、第2世代のように隣り合わせで同時に充電すると出力が分けられることもなくなった。同時に発表された新しいソフトウェア「On Route Battery Warmup」により、バッテリーパックがピークパワーを長い間受け取れるように準備することと合わせ、新しい車種では従来のV2より平均充電時間を50%削減、モデル3では5分間の充電で75マイル(120 km)走行できる。最大充電速度120 kWだったV2もソフトウェア・アップデートにより、最大150 kWとなった。
全世界では現在46カ国で3万5000基以上が設置されている。

#### ウォールコネクター
ウォールコネクターを利用することで、自宅またはオフィスにて、充電を行うことが出来る。車両に搭載された車載充電器経由で充電が行われる。複数のウォールコネクターを連携することで自宅の最大電力を超えないように、複数のテスラ車に配分され充電することが出来る。

##### デスティネーションチャージング

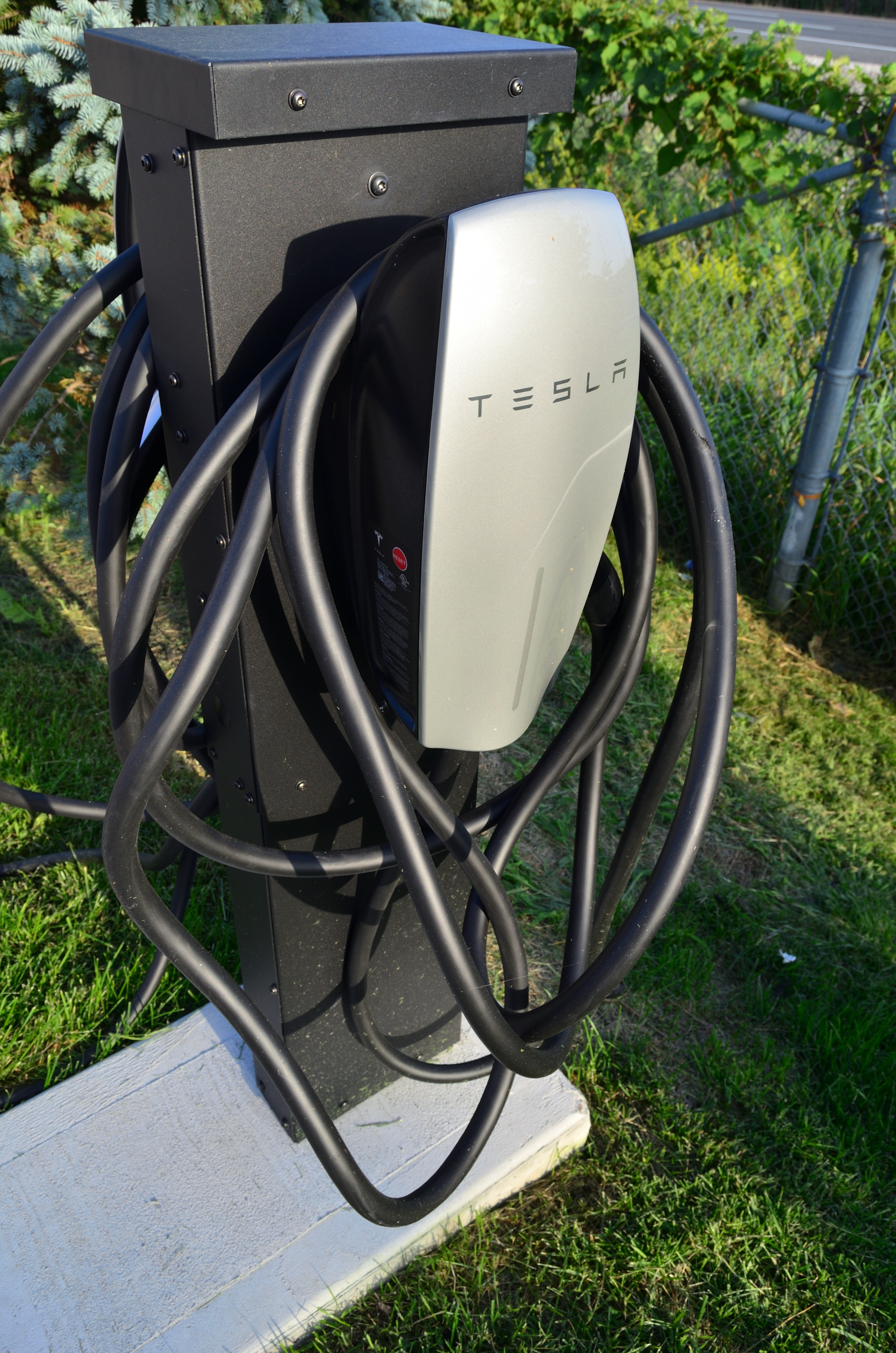
デスティネーションチャージャー

テスラは外出先でも家庭と同じように簡単に充電ができるよう、ホテル、レストラン、駐車場、ショッピングセンターやリゾート地などと提携している。各施設に設置されているテスラ ウォールコネクターを使い、最大16 kWで買い物中や食事中などに充電できる。

#### モバイルコネクター
一般のコンセントから車載充電器経由で充電するコネクター。出先や上記のウォールコネクターの設置が出来ない家庭用とされている。充電電流はウォールコネクターより低い。テスラ社はモバイルコネクターを常備しておくことを推奨している。

### その他公共の充電設備など
普通充電設備（SAE J1772規格）専用のアダプターや、CHAdeMO用の専用アダプター、モバイルコネクターを使用すれば、公共の充電設備やコンセントからも充電できる。

## オートパイロット
テスラ・オートパイロットは、テスラが提供する先進運転支援システムで、レーンのセンタリング、アダプティブクルーズコントロール、セルフパーキング、車線の自動変更、ガレージやパーキングスポットへの出入り等を可能にする。
テスラのオートパイロットは、大半の自動車メーカーが開発する自動運転車が頼りにしているLIDARを必要としておらず、代わりにカメラ、GPS、地図、超音波センサー、ソフトウェアの組み合わせに頼っている。

### 自動運転中に起きた事故への責任について
「テスラは自社の自動運転車が事故を起こした場合に責任を負うのか？」と問われた際に、CEOのマスクは「個人保険の責任になると思う」と答え、続けて「自動運転車の事故をめぐる考え方は、ビル内のエレベーターに閉じ込められるケースとよく似ている。エレベーター製造会社のオーチス・エレベーターは、世界中にあるすべてのエレベーターの責任を負っているだろうか？そうではない」と自説を主張した。マスクのこの発言の以前より、Googleやメルセデスベンツ・ボルボは自社の自動運転車が事故を起こした場合、その全責任を負うと表明している。

### ハードウェア1
オートパイロットは2014年10月9日にモデルS用に最初に提供され、その後モデルXにその発売時に提供された。オートパイロットを初めて顧客に提供するソフトウェアは、Teslaのバージョン7.0の一部として2015年10月中旬にリリースされた。当時のオートパイロット機能には、半自動運転と駐車機能が含まれていた。オートパイロットの初期バージョンはMobileyeと共同で開発された。テスラとMobileyeは、2016年7月にパートナーシップを終了した。

### ハードウェア2

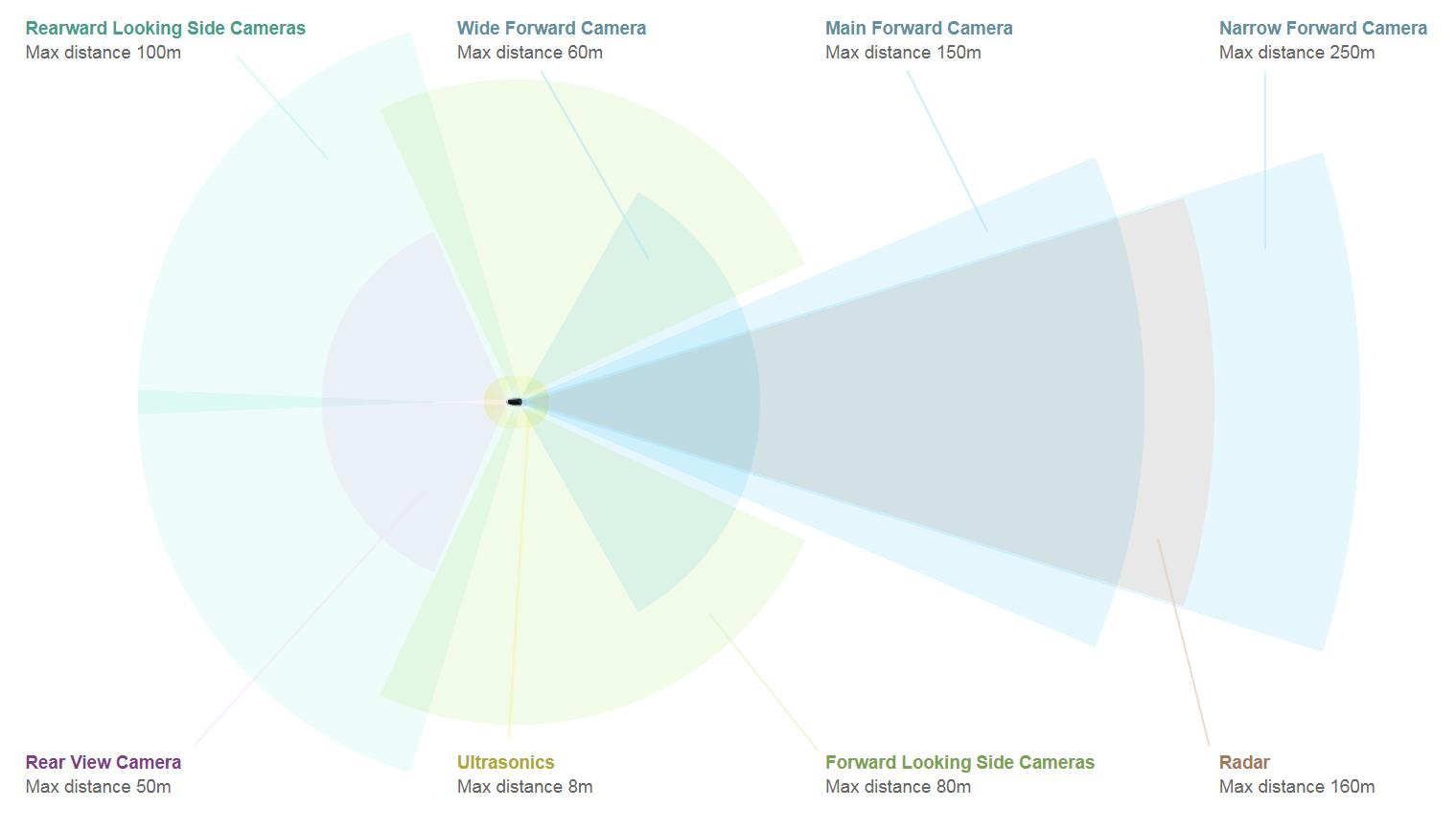
Tesla HW2

2016年10月20日、テスラは生産する全ての車両に完全自動運転の実現に必要なカメラやセンサーなどのハードウェアを搭載することを発表した。エクステリアに設置された8台のカメラを利用して、車載システム「テスラビジョン」にデータを送る。12台の超音波センサーはアップグレードされ、レーダーも改良されている。AIチップとしてNVIDIA製DRIVE PX2を搭載、処理能力が前機種の40倍で、必要なAIソフトウェアを稼働する。

### ハードウェア3
2019年4月22日、テスラは自動運転に関する投資家説明会「Autonomy Day」で、自社設計の自動運転コンピューターを搭載した車の生産を開始し、サムスン電子がテキサス州オースティンで生産する自社設計の半導体に切り替えたことを明らかにした。マスクCEOによるとNVIDIAチップが映像認識性能で200fpsなのに対して、テスラチップは2000fpsを実現。冗長性やフェイルオーバーの仕組みを取り込みマージンを取った状態で、NVIDIAシステムを10倍上回ると述べた。

## 施設
テスラは、ロードスターの開発の多くが行われたカリフォルニア州サン・カルロスで設立された。2010年、テスラは本社をパロアルトに移転し、パワートレイン開発施設を開設した。

### 工場

#### テスラフリーモントファクトリー

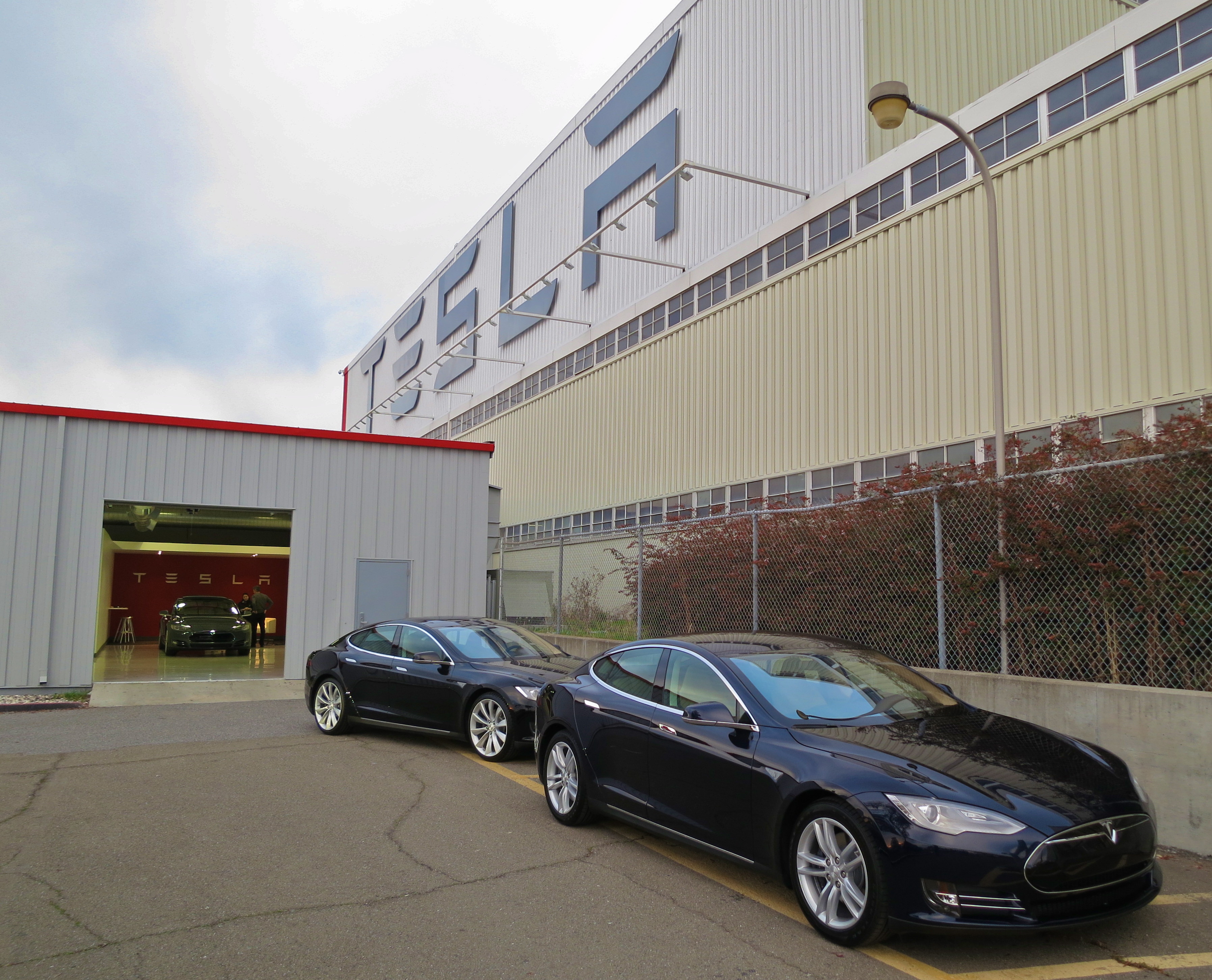
テスラファクトリーとモデルS (2012年)

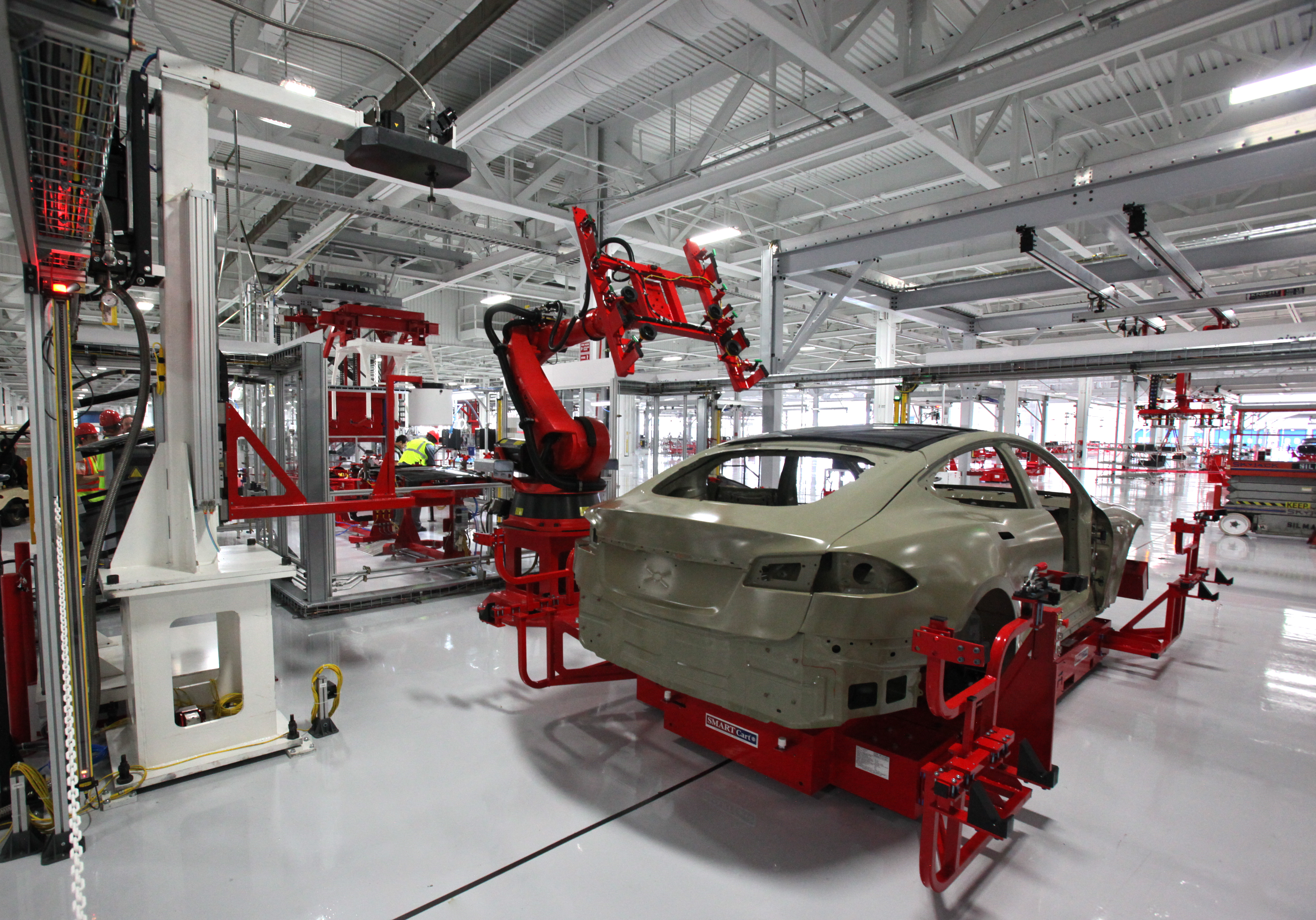
テスラファクトリーで製造されるモデルS

テスラフリーモントファクトリーは、カリフォルニア州フリーモントに位置する自動車製造工場。モデルS、モデルX、モデル3、モデルYを生産しており、2022年8月時点で22,000人を雇用している。
この施設はゼネラルモーターズ (GM) が1962年から1982年まで使用し、その後GMとトヨタ自動車による合併会社New United Motor Manufacturing, Inc (NUMMI) が、1984年から提携が終了した2009年まで使用していた。2010年、テスラが所有権を取得した。2018年、モデル3の生産力を短期間で増強するために、既設工場横にフットボール場2個分に及ぶ大型テントによる工場を増設して話題となった。

#### ギガファクトリー1 (ギガファクトリーネバダ)

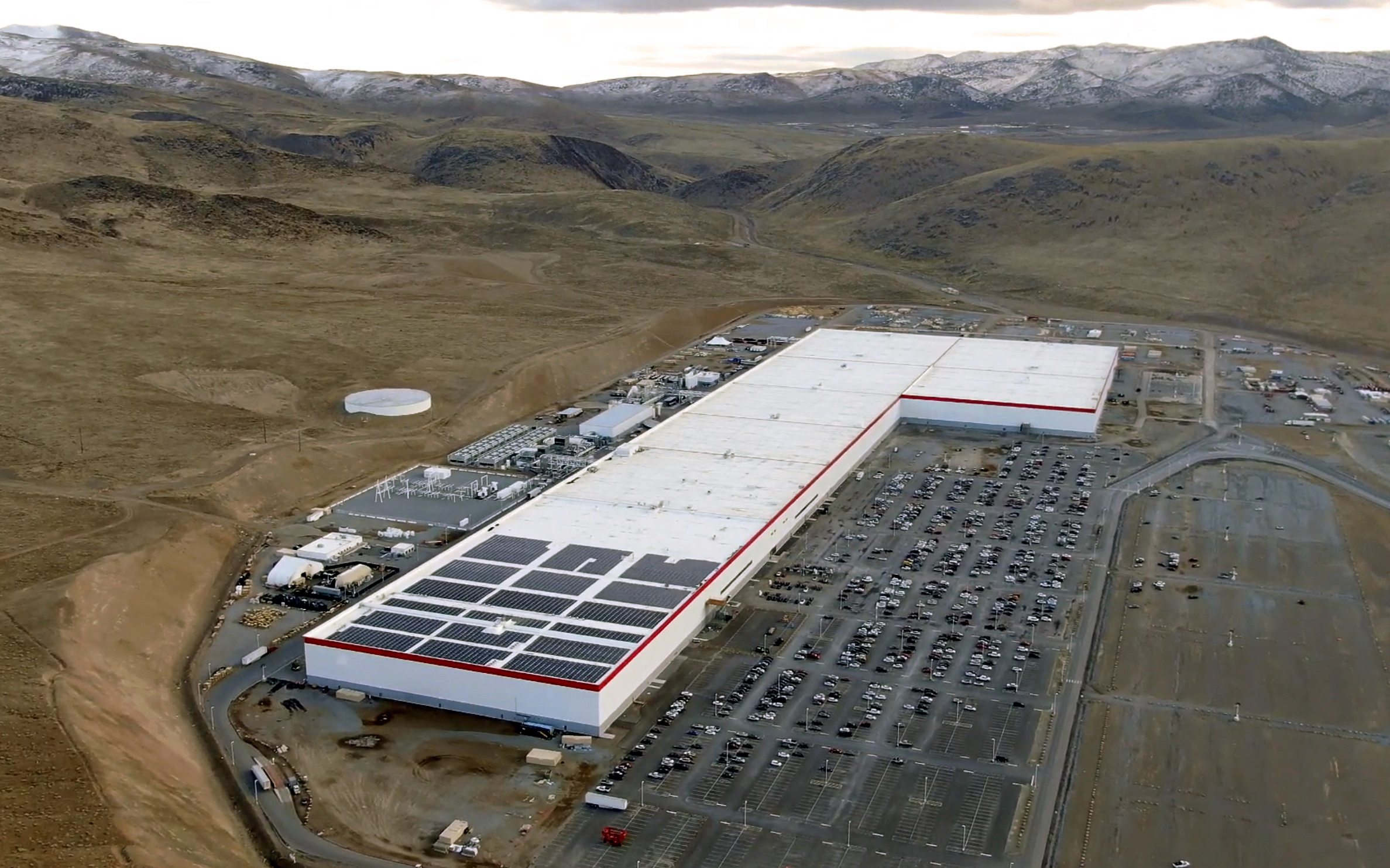
ギガファクトリーネバダ (2019年)

テスラとパナソニックとの合弁の米国ネバダ州スパークス郊外にあるリチウムイオン電池及び電気自動車部品の生産工場である。
2016年1月に、他の工場で生産されたバッテリーセルを用いた家庭用バッテリー「テスラ・パワーウォール」の生産を開始し、2017年1月にはセルの量産を開始した。

#### ギガファクトリー2 (ギガファクトリーニューヨーク)
ニューヨーク州バッファローにある120万平方フィートの工場。パナソニックと提携し、2017年に太陽電池とモジュールの生産を開始し、2019年にはスーパーチャージャーおよびエネルギー貯蔵製品の電気部品をサポートする新しい生産ラインを追加した。

#### ギガファクトリー3 (ギガファクトリー上海)
2018年6月にマスクはテスラ初の海外工場を中華人民共和国の上海に建設することを発表、2019年1月7日に着工した。モデル3とモデルYの2車種を生産し、初期段階の年間生産能力は25万台となる予定。2019年12月30日に従業員顧客向け、2020年1月7日に一般顧客向けのモデル3 初ロットの出荷式を行った。2021年の納車台数が前年比3.4倍の48万4130台となり、世界全体の生産台数の51.7%を占めた。

#### ギガファクトリー4 (ギガファクトリーベルリン)
ドイツブランデンブルク州にある、テスラの欧州初となる製造拠点。バッテリー、バッテリーパック、パワートレイン、モデルYを生産する。
2021年7月に生産開始予定であったが遅延し、2022年3月22日に操業を開始した。

#### ギガファクトリー5 (ギガファクトリーテキサス)

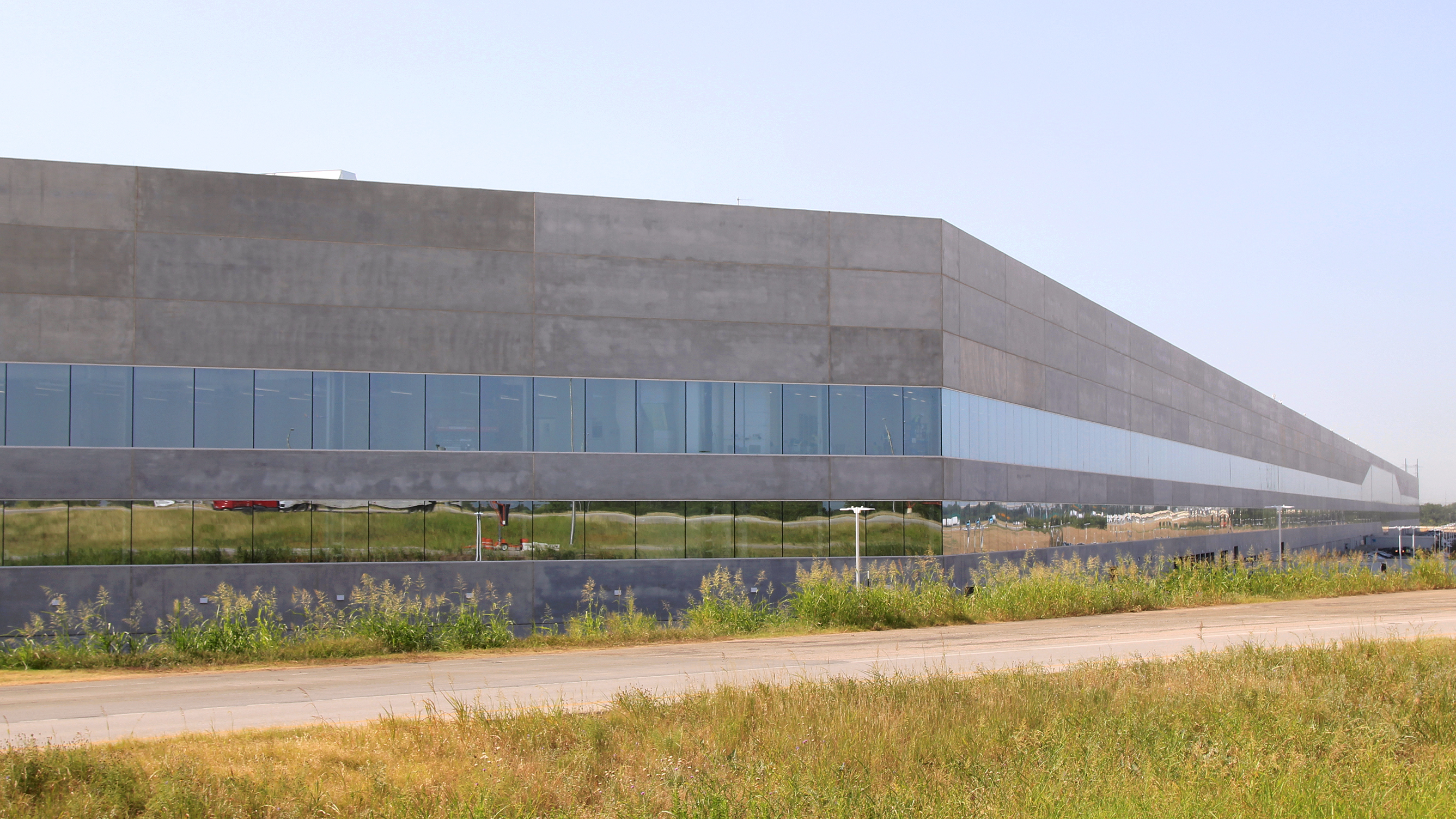
ギガファクトリーテキサス（2022年）

テキサス州オースティンにある1000万平方フィートの工場。2020年7月に着工、2021年末にモデルYの限定生産を開始、2022年4月7日に出荷式を行なった。
アメリカ東部向けのモデルYを生産するほか、テスラ・サイバートラック、テスラ・セミの生産工場となる予定。ボーイング・エバレット工場に次いで世界第2位の規模の工場であり、テスラの本社もおかれている。

#### ギガファクトリー6（ギガファクトリーメキシコ・計画中）
メキシコモンテレイ近郊に建設予定の工場。2023年3月に計画が正式に発表された。

### テスラストア / サービスセンター

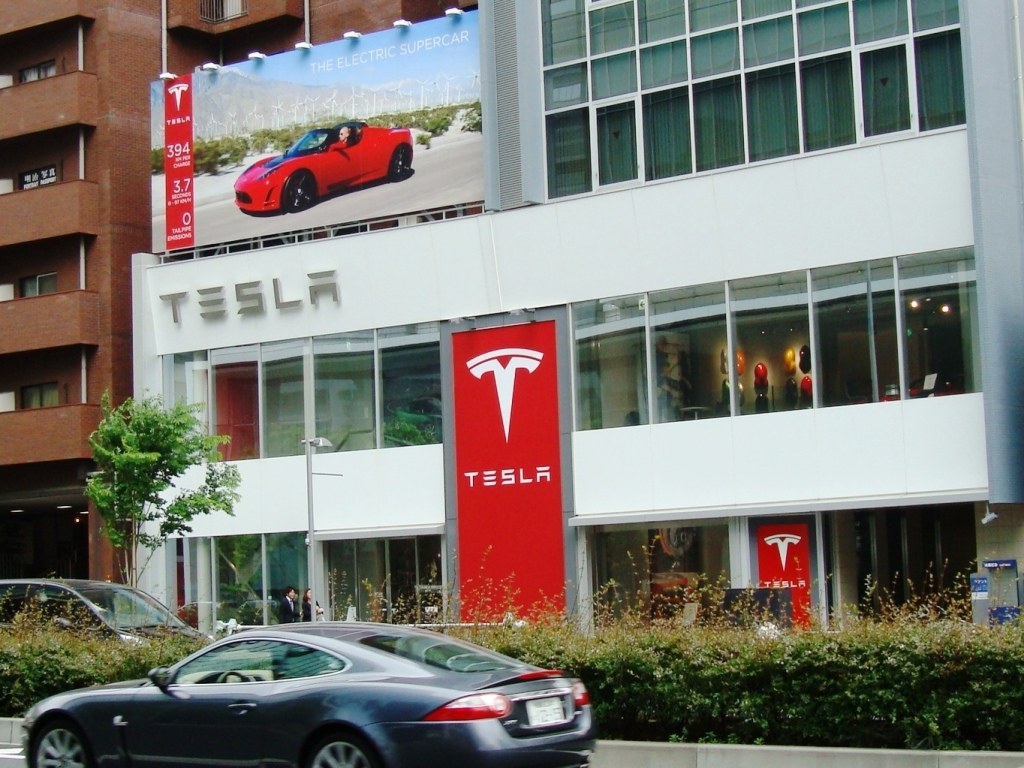
東京南青山のテスラストア

2008年4月、テスラモーターズの第1号店がカリフォルニア州ロサンゼルスに開店、2008年7月には第2号店がカリフォルニア州メンローパークに開店した。
テスラは世界各所でストアとギャラリーを運営している。

## 協力会社
テスラはいくつかの日本企業およびアメリカ合衆国国外の企業と提携している。
テスラロードスターの車台はノルウェーで作られている一方、ブレーキ及びエアバッグはドイツで作られている。
テスラモーターズはAC PropulsionのReductive Chargingの特許を認可された。それは数を減らし簡素化する方法で充電をインバータに集約する。テスラモーターズはAC Propulsionから認可を受けた技術を組み込むオリジナルの機構、モーター、駆動系部品などの設計と製造を行った。
テスラモーターズはロータス・カーズと重要な関係を持っている。当時コードネーム「ダークスター」（Dark Star）と呼ばれていた、テスラ・ロードスターの最終的なスタイルのためデザインコンテストが開催され、ロータスのデザインスタジオが優勝した。フロントガラスやエアバッグシステムのように、テスラ・ロードスターはロータス・エリーゼからのいくつかの部品を含んでいるが、車台もボディパネルのどれもロータス・カーズから供給されない。ロータスから認可された、ロータス・エリーゼの車台を基にした車台設計は、エリーゼの車台を作るために使われる物と同じロータスのソフトウェアツールを用いて、同じノルウェーの製造業者によって作られた。同様に、テスラモーターズと提携する契約の下でロータス・デザイン・スタジオのBarney Hattによってボディパネルが設計されたが、製造は炭素繊維を用いて第三者の業者で行われた。テスラ・ロードスターの最終組み立ては、イギリス・ノーフォークのヘセル（Hethel ）にあるロータス・カーズで、ロータス・カーズとテスラモーターズ両方の従業員により行われる。

### テスラ・エネルギー・グループ
テスラモーターズの電池技術への探究心は「テスラ・エネルギー・グループ」と呼ばれる部門を成立する事となる。Think Globalがテスラモーターズの電気自動車用電池の開発と配送を発注した最初の顧客となった。テスラモーターズは生産と技術上の遅れにより計画を保留し、またその結果、Thinkは新しい電池供給者としてEnerDelを見つけた。テスラモーターズの動力および駆動系ビジネスは2008年10月時点で利益をもたらしていた。

### パナソニック

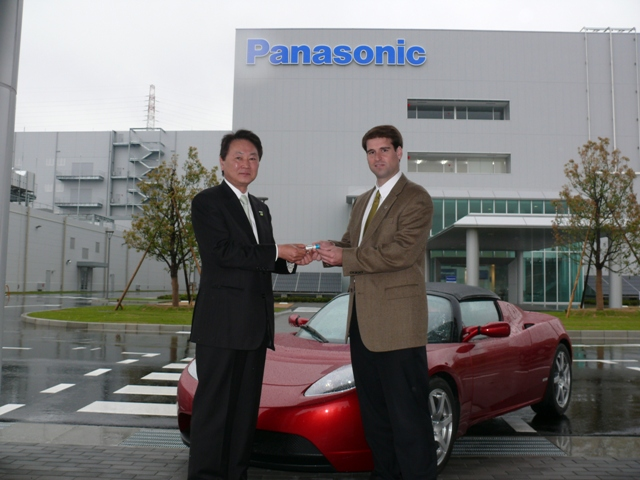
パナソニックエナジー社の野口直人社長とテスラのJ・B・ストラウベルCTO (大阪市住之江区)

2010年1月12日、テスラモーターズとパナソニックは共同で電気自動車用次世代バッテリーの開発を行うと発表した。パナソニックはテスラへ3000万ドルを出資し、従来の18650と比べ容量がおよそ2倍にまで高められている新しいリチウムイオンバッテリー2170セルを開発。パワーウォールやモデル3に搭載される。
テスラは2016年12月、ニューヨーク州バッファロー工場で太陽電池セルとモジュールの生産を開始することで合意したと発表した。Solar Roofの生産を開始する際には、パナソニックのセルが使用されるとしている。
2017年1月4日、米ネバダ州リノに建設を進めていたリチウムイオン電池の生産工場ギガファクトリーで、パナソニックと共同でリチウムイオン蓄電池の量産を開始したと発表した。

### ダイムラー
テスラモーターズは電気自動車版スマート・フォーツー用の電気駆動系装置を造るためにダイムラーと提携した。
2009年5月19日、ダイムラーはシュトゥットガルトで開催された共同記者会見にて、5000万ドルでテスラモーターズの10%の株式を保有したことを発表した。
2014年10月21日、ダイムラーは保有するテスラ株約4％を売却、テスラとの資本提携を解消したと発表した。

### トヨタ自動車
2010年5月20日、EVそのものや部品の開発も含めての業務・資本提携に合意したと、トヨタ自動車の豊田章男社長とテスラのイーロン・マスクCEOがカリフォルニア州で発表した。
閉鎖されたNUMMIでテスラ・モデルSや共同開発のEVを生産する予定であるとも発表した。
2012年5月、テスラ製のバッテリーシステムを搭載した「RAV4 EV」をカリフォルニア州において年内に発売すると発表。
2017年、トヨタ自動車はテスラ株（一時は3.15%保有）を全て売却、提携を解消した。

## 日本法人
2010年6月に、Tesla Motors Japan合同会社　所在地：東京都港区南青山2-23-8、法人番号：8010401087388）として設立された。
2024年5月20日、Tesla Japan合同会社へ社名変更された。所在地:東京都港区虎ノ門4丁目1番13号プライムテラス神谷町10階。
プレスリリースによると、「弊社は、日本におけるエネルギー事業等の拡大およびカンパニーミッションである『持続可能なエネルギーへ、世界の移行を加速する』をより的確に反映した社名とすべく、2024年5月20日付で社名をTesla Motors Japan合同会社からTesla Japan合同会社に変更しました」とのこと。
米国本社では、自動車事業以外の事業の展開を踏まえて、すでに2017年2月1日付でTesla Motors, Inc.からTesla, Inc.へ社名変更を行っており、現在は、家庭用蓄電池および産業用・系統用 大型蓄電システム、太陽光発電、バッテリー生産、車両充電設備の開発・普及、AIプログラムといった自動車事業の枠を超えた多岐にわたる事業を展開。同社によると今回の社名変更はこの流れをくんだものとなる。

## 不祥事

### 欠陥の疑いのある故障の隠蔽を顧客に強要し米国運輸省道路交通安全局NHTSAから警告
2016年、自動車関連の情報を発信する著名ブロガーのエド・ニーダーマイヤーが、2013年5月に購入して以来約11万3,000㎞走行したモデルSのサスペンションが故障したと訴えたユーザーに対し、テスラは補償対象外の修理費用の一部を負担する条件として、秘密保持契約（NDA）にあたる「グッドウィル契約」（企業の信用や評判の維持に関する非開示契約）への署名を求めていることを報じた。
テスラは自社のブログで欠陥を否定し、オーナーは車を回収するために2台のレッカー車が必要なほど長い未舗装路の下に住んでおり、それでも3,100ドルの修理代の半額を負担することに同意したのはテスラの「グッドウィル」（善意）を示すものであり秘密保持契約ではないと反論した。またテスラはNHTSAに協力しており、当局はこれ以上情報を得る必要はなく、ニーダーマイヤーの主張は株価を下落させることによって得られる金銭的な見返りを目的とした捏造である可能性を示唆した。
モデルSのオーナーは「あなたは、当社の営業権の提供、この契約の条件、および当社の営業権の提供につながる、または関連する事件やクレームの秘密を守ることに同意する」という一文が含まれた秘密保持契約書のコピーをオンラインに投稿し、自宅への道は舗装されており未舗装の道を走ったのは一度だけだと説明した。ニーダーマイヤーは空売りを含む株取引や、専門家として投資家へアドバイスしていることを否定した。
またフォーブスは別のオーナーがモデルXに複数の欠陥があるとテスラに連絡したところ、車を回収された上に登録を抹消され、秘密保持契約に署名しなければ購入代金を返金することができず、違反すれば15万ドルの支払いを要求すると伝えられたことが米商事改善協会に報告されていることを報じ、この件が氷山の一角にすぎない可能性を示した。
NHTSAはテスラに対し、「消費者に当局への連絡を思いとどまるよう暗に促すことはどのような文言によってであれ認められない」と警告したことを公表した。テスラはNHTSAへそのような意図はないと返答したが、指導を受け秘密保持契約を改訂しているとウォール・ストリート・ジャーナルは報じた。

### 労災の隠蔽と米国労働安全衛生局OSHAへの検査妨害
2018年、テスラがカリフォルニア当局に送付した労災記録を労働者支援団体Worksafeが分析したところ、テスラにおける2015年の負傷件数は労働者100人当たり8.8件で、米自動車業界の平均6.7件を31%上回っていたことが報道された。テスラは報告書について、2017年第一四半期の事故率は業界平均より32%良好だったと反論した。さらに、Revealの調査によって労災件数を隠蔽するために法的に義務付けられた報告書において、複数の重大な負傷事故の記載を怠っていたことも報じられた。生産管理者が生産ラインの停止を回避するために爆発事故が発生する危険性を放置したり、黄色い警告色や警告音を毛嫌いするマスクCEOの嗜好に合わせて標準的な安全標識を減らした結果、従業員がフォークリフトに粉砕され、電気爆発で火傷を負い、融けた金属を浴びせられてきたことも併せて告発された。テスラはこれらを組合支持者と直接協力する過激派組織による偽情報であると非難し、最高人材責任者のギャビー・トレダーノは、元安全衛生専任者の告発に対し「彼ら自身が仕事に失敗した」との考えを仄めかした。
2019年、ネバダ州リノ郊外のギガファクトリーでもフリーモント工場と同様に当局へ適切な報告を怠っていることが報じられた。労働安全衛生局OSHAは、過去3年間で90回以上ギガファクトリーへ検査官を派遣したが、一般的な工場がOSHAの査察を受ける頻度は3年に1回程度であった。ギガファクトリーは少なくともひと月当たり3回の切断事故を含む労働災害を起こしているが、テスラはその記録すら残しておらず、2018年には毎日1件以上の911緊急通報が工場から発信されていた。
2020年、ネバダ州OSHAがギガファクトリーへ全面的な検査をしようとするのをテスラが約3カ月にわたり妨害していたことがウォール・ストリート・ジャーナルによって報じられた。従業員の一人が指を失った同日に別の従業員も裂傷を負ったことを受けて、OSHAはテスラに自社の設備について外部の評価を受けるよう命じた。雇用主はOSHAからの検査や聞き取り調査、文書提出の求めに応じることが法的に義務付けられているが、テスラはこれを拒否し、OSHAのジェス・ランクフォード最高管理責任者は2019年3月に包括的な検査を命じた。テスラは問題を認知していたかを確認するための聞き取り調査も同様に拒否した。テスラの弁護士はOSHAの検査について、法的な正当性を欠いており、その問題が解決するまで検査を「保留」にすると表明した。テスラは同社が検査官の立ち入りを拒否していると書かれた用紙に署名するよう求められた際もこれを拒否した。OSHAは判事から包括的な検査を行うための行政令状を取得したが、テスラは再び立ち入りを拒否した。その後テスラはネバダ州の司法長官をはじめとする州政府当局者と会談し、範囲を限定した上で操作を受け入れることに同意した。検査の結果、負傷記録などの書類の提出を拒否したこと等に関する是正勧告が出されたが、聞き取り調査が行われていればまた別の勧告につながっていた可能性が指摘された。OSHAはいまだに包括的な検査を行えておらず、ほとんどの雇用主はテスラのような対応はせず、求められれば検査官の立ち入りを許可していることを公表した。ネバダ州のギガファクトリーには、州政府が13億ドルに上る米国史上最大の減税措置を適用して誘致された経緯がある。

## 訴訟
- 2008年3月、テスラモーターズはフィスカー・オートモーティブ（英語版）に対する訴訟を起こしたと発表した。ヘンリック・フィスカー（Henrik Fisker ）が「ハイブリッド車および電気自動車の設計に関する発案と機密情報を盗んだ」（"stole design ideas and confidential information related to the design of hybrid and electric cars"）としている。テスラモーターズはホワイトスター セダンの設計のためにフィスカーを雇用したが、イーロン・マスク会長に「基準以下」と見なされ、その設計を採用しないことを決定した[128]。
- 同様にBBCの自動車番組「トップ・ギア」2008年12月放送分に対するものがある。これは同番組特有の過激な表現がロードスターに対する信頼性を損なうものであることが理由とされている。また、番組中起こったトラブルに対する見解の違いも理由となっている[129]。
- 逆にテスラが他者に訴えられた例としては、2008年3月、提供したサービスの代金が一度も支払われていないとして、マグナ・インターナショナルがテスラモーターズに対して訴訟を起こしたもの。テスラモーターズはロードスター用2段変速機を設計するためにマグナを起用した。マグナ設計の変速機は現在のモデルには使用されていない[130]。
- テスラのカリフォルニア州アラメダ郡フリーモントの完成車工場において、工場内で組織的に人種差別が行われているとして、同州の人権保護機関・公正雇用住宅局（DFEH）がテスラを相手取り提訴していたことが、2022年2月までに明らかになった。DFEHが当工場の労働者らからの苦情を受けてテスラを調査していたもので、黒人労働者らが人種的中傷を受け、配置・懲罰・賃金・昇進などで差別されており、敵対的な職場環境になっているとしている。テスラ側はこの訴えに対し真っ向から反論している[131]。
- 2019年、フロリダ州キーラーゴにて、テスラ車が他車に突っ込んで2人が死傷する事故が発生。事故の原因の一部がテスラ社のオートパイロットにあるとして裁判となった。2025年、フロリダ連邦地方裁判所は、テスラのオートパイロットシステムに部分的な責任があると判断。同社に懲罰的損害賠償を含む総額2億4200万ドルの賠償を命じた。テスラ社の法務部は、「評決は誤ったもので、自動車の安全を後退させ、会社と業界全体の命を救う技術の開発と実装への努力を危険にさらすもの」だと主張、控訴する意向を示した[132]。

## 不買運動
CEOのマスクが第47代アメリカ大統領ドナルド・トランプの閣僚（特別政府職員）となり、他国の政治に介入する発言を頻発するようになってから、欧州を中心に不買運動が広がっている。ドイツの極右政党「ドイツのための選択肢（AfD）」の支持を表明し、党首と対談を行ってから、2025年1月のドイツの販売台数は前年同月比で6割減った。右派政党「リフォームUK」への支持を表明している英国では、極右活動家の釈放を求め、労働党のスターマー政権への批判を公然と繰り広げている。英自動車工業会（SMMT）によると1月のEV販売全体は42%増だったが、テスラは12%減だった。ポーランドの閣僚はテスラの不買運動を呼びかけた。
また、「労働組合嫌い」を公言するマスクはスウェーデンで同社従業員の賃金・福利厚生に関する労働協約の締結を拒否し、2023年11月から修理工場でのストライキやテスラの不買運動が続いている。
不買運動はテスラ車が普及している米西部カリフォルニア州でも広がる。テスラ販売店への破壊運動も起きており、旧本社があったパロアルト市内の販売店前では2月、マスクに対する抗議活動が行われた。抗議者による攻撃を恐れ、マスクに反対の姿勢を示す「STOP ELON」「ANTI ELON TESLA CLUB」「I BOUGHT THIS BEFORE ELON WENT CRAZY」といったステッカーをテスラ車に貼る所有者もいる。一方、政権協力者であり巨額献金者でもあるマスクを擁護するため、トランプ大統領は新しいテスラ車を1台購入し、米欧で広がる不買運動について「極左の狂信者が違法にテスラをボイコットしている」と非難した。こうした行動は、大統領によるいち民間企業への利益誘導との批判もある。

### テロ被害
2024年、ベルリンの工場がエコテロリストに放火される。
2025年、ラスベガスの工場が何者かに銃撃・放火される。

## 呼称
テスラモーターズは発明家、電気技師および科学者であるニコラ・テスラにちなみ名付けられた。先見の明が有り交流誘導電動機や多相交流の送電システムは彼の考案・設計によるものである。この発明により、はるか遠方から安定した電力を送配電し提供することが可能となった。これはトーマス・エジソンがニコラ・テスラとジョージ・ウェスティングハウスとの間で何年にもわたり争い続けた「電流戦争」の問題であり、最終的にはニコラ・テスラとジョージ・ウェスティングハウスが勝利を収めた。テスラ・ロードスターの発動機は基本的に三相交流誘導電動機である。
2017年2月1日、テスラモーターズは社名を「テスラ」に変更した。2016年11月に太陽光発電事業を手がける米ソーラーシティの買収を完了したため、交通・エネルギー企業として事業が拡大している実態を社名に反映させた。
イーロン・マスクCEOは、社名に「ファラデー」を考えていた。ファラデーは、別の人物が後に創業している。また、テスラの正しい発音について、"Tez-lah (テズラ)" だとしている。

## 取締役会
2018年12月現在の取締役会
- Robyn Denholm(英語版), 会長、CFO and Head of Strategy of Telstra
- イーロン・マスク, CEO兼Product Architect、SpaceX設立者 CEO兼CTO、SolarCity会長
- Brad W. Buss, SolarCity前CFO、Cypress Semiconductor Corp前CFO
- Ira Ehrenpreis, General Partner at Technology Partners
- Larry Ellison(英語版), Chairman and CTO of Oracle Corporation
- Antonio J. Gracias(英語版), CEO and Chairman of the Investment Committee at Valor Equity Partners
- Steve Jurvetson(英語版), Managing Director, Draper Fisher Jurvetson
- Kimbal Musk(英語版), Co-founder of The Kitchen
- James Murdoch(英語版), CEO of 21st Century Fox
- Linda Johnson Rice, CEO and Chairman of Johnson Publishing Company
- Kathleen Wilson-Thompson(英語版), Senior Vice President and Chief Human Resources Officer of Walgreens Boots Alliance|Walgreens Boots Alliance, Inc.

## テレビ番組
- 日経スペシャル ガイアの夜明け 電気自動車ウォーズ～ガソリンから電気へ 革命が始まる～（2010年1月5日、テレビ東京）[145] - 新興メーカーの野望を取材。